# Citroën
La Citroën (pronuncia francese [sitʁɔɛn]) è una casa automobilistica francese nata nel 1919 dalla trasformazione dell'industria fondata da André Citroën che aveva prodotto fino ad allora materiale meccanico e militare. Dal 2021 entra a far parte del gruppo Stellantis.

## Storia

### Gli anni prima della fondazione

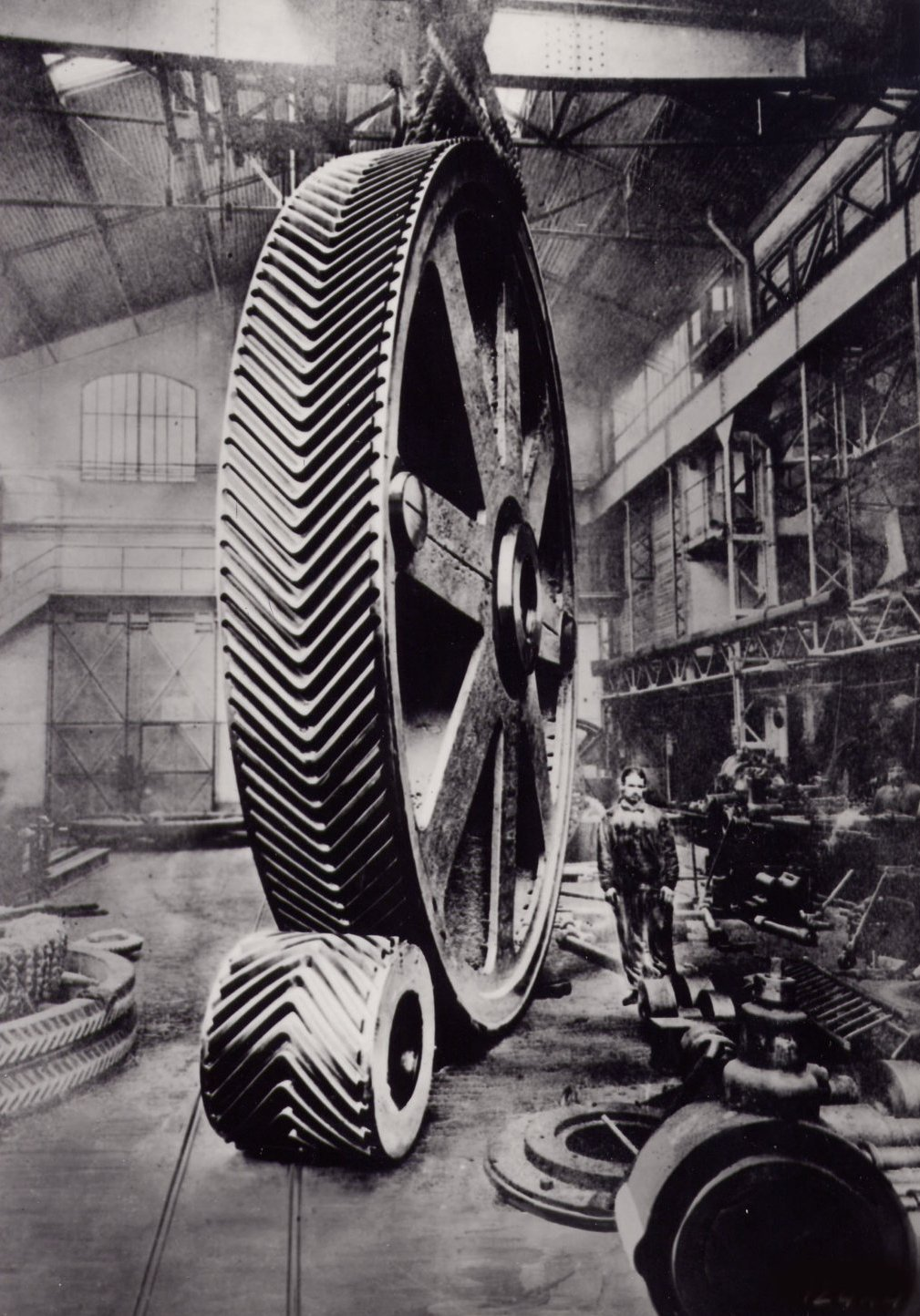
Il simbolo della casa automobilistica deriverebbe dalla particolare dentatura a V degli ingranaggi prodotti dalla prima azienda di André Citroën.

La nascita di una delle più importanti case automobilistiche mondiali si deve ad André Citroën, brillante imprenditore dotato di particolare inclinazione per le invenzioni e le innovazioni.
Nel 1900 il giovane André Citroën acquisì dal cognato, imprenditore in Polonia nel ramo della produzione di ingranaggi, la licenza di fabbricazione di particolari ingranaggi detti "a cuspide", "a doppia elica" o "con dentatura a V", caratterizzati dal fatto di fornire una costante applicazione di forza senza interruzioni, il che li rendeva particolarmente silenziosi oltre che efficaci. Costantemente attratto da tutto ciò che costituiva innovazione, il futuro patron dell'omonima Casa automobilistica nel 1902, giusto il tempo di terminare gli studi al politecnico e raggranellare le risorse necessarie, costituì una piccola azienda per la produzione di questi ingranaggi con l'aiuto di alcuni amici, tra cui Jacques Hinstin che gli prestò un locale da adibire a officina. Nel giro di un paio di anni la piccola officina si ingrandì e si trasferì nella zona nord di Parigi, mentre nel 1905 venne registrata con la ragione sociale di Citroën, Hinstin & Co. A tale evoluzione partecipò economicamente anche il fratello di André, Hugues, che però continuò a dedicarsi al commercio di pietre preziose presso l'attività di famiglia. Durante questi anni, oltre agli ingranaggi a cuspide che diverranno il simbolo della futura Casa automobilistica, vennero brevettati altri dispositivi, come ad esempio un riduttore di velocità e un timone per navi da guerra di nuova concezione.

Risalgono al 1907 i primi contatti di André Citroën con la Mors, una casa automobilistica parigina nota in quegli anni per le vittorie sportive, ma che in quel momento si trovava in difficoltà economiche. Citroën cominciò a proporre ai fratelli Mors, titolari dell'azienda, alcuni suoi prodotti da utilizzare per la produzione automobilistica, ma anche dei consigli per la ristrutturazione dell'azienda. Da qui si arrivò, nel 1908, all'assunzione di André Citroën come direttore della Mors. Con le sue idee e i suoi criteri produttivi, la Mors seppe tornare in attivo e la sua produzione automobilistica subì una decisa impennata, moltiplicando in breve il giro di affari. Ancor più deciso fu l'aumento degli utili della Mors dopo che André Citroën tornò da un viaggio di lavoro negli Stati Uniti, e in particolare a Detroit, dove apprese da Henry Ford le metodologie del taylorismo e la produzione mediante catena di montaggio. Applicando alla Mors tali criteri, la Casa francese ottenne ulteriori vantaggi.
Con lo scoppio della prima guerra mondiale, dopo un anno passato al fronte, Citroën mise su un'azienda per la produzione di granate con l'aiuto del governo francese e di alcune banche. Il capannone era sito nell'allora Quai de Javel (oggi Quai André Citroën) nella zona ovest di Parigi, la via che più tardi avrebbe ospitato il quartier generale dell'industria automobilistica. Fu costituito uno stato maggiore di valenti dirigenti, tutti vecchie conoscenze di André Citroën, provenienti dalla Mors o anche ex-compagni di studi del politecnico. Tra questi vi furono Georges-Marie Haardt, Lucien Rosengart, Alfred Pommier e Charles Manheimer. Haardt diverrà da qui in poi il fido collaboratore di Citroën. Quanto al capannone, costruito dal nulla, fu progettato in modo tale da poter applicare i princìpi del taylorismo anche nella produzione di granate. La produzione fu avviata nel giugno del 1915, dapprima al ritmo di 1.500 pezzi al giorno e toccando nel giro di tre mesi quota 5.000 per poi arrivare a 10.000 pezzi giornalieri nel 1916 e fino a ben 50.000 pezzi nel 1917. Alla fine del conflitto, la fabbrica di André Citroën avrebbe prodotto complessivamente 23 milioni di granate.

### Nascita della Citroën

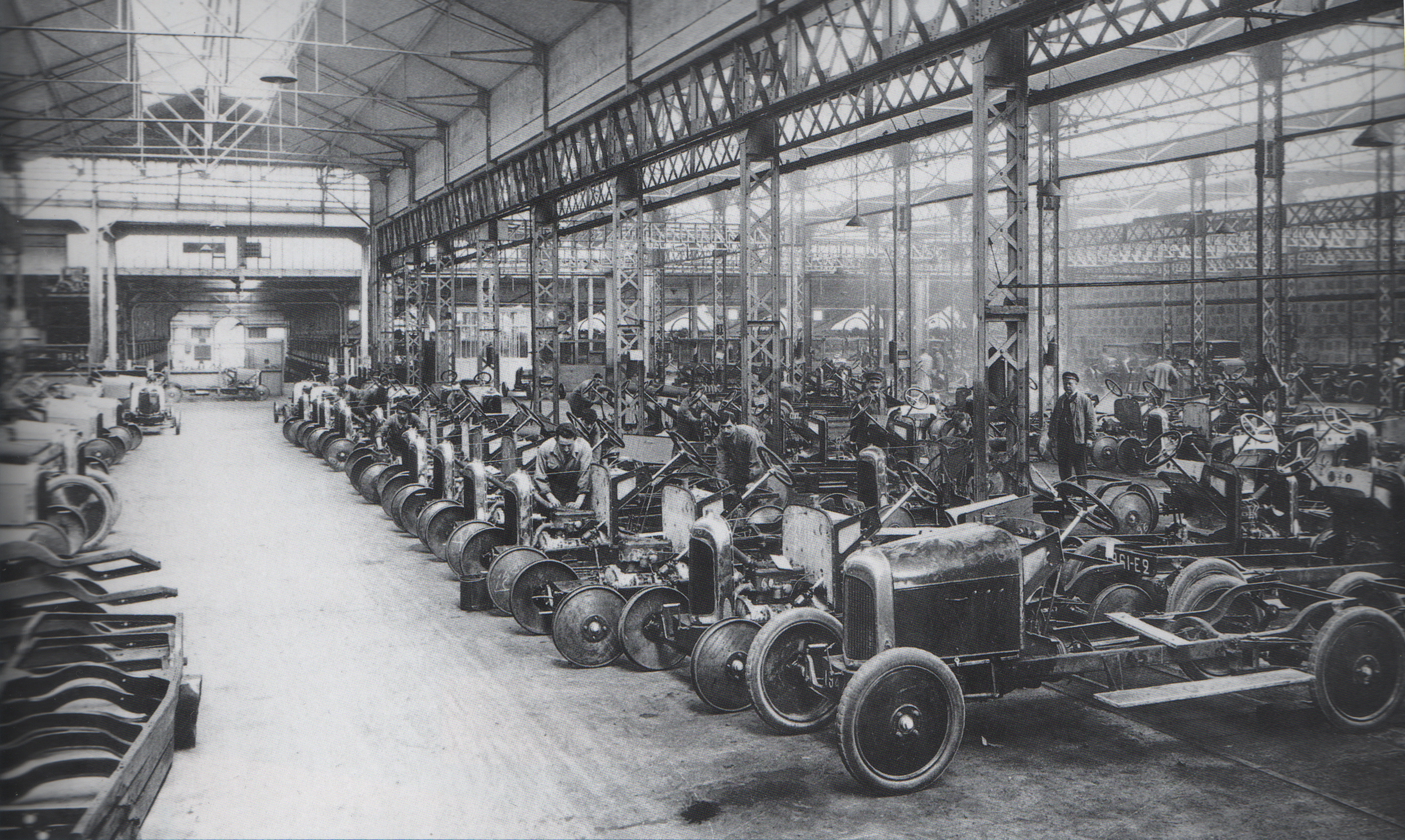
Le linee di montaggio della Type A, primo modello prodotto dalla Citroën

L'impulso dato da André Citroën per la produzione di armi da utilizzare durante il sanguinoso conflitto fu notevole, tanto che l'apporto pressoché costante di granate all'esercito francese fu uno dei principali motivi che portarono la Francia stessa alla vittoria. André Citroën fu quindi uno degli artefici della resilienza francese al conflitto (un altro fu il suo futuro rivale Louis Renault con il suo carro armato Renault FT). Ma André Citroën, conscio che la guerra stava volgendo al termine stava già pensando al dopoguerra e a come reindirizzare la produzione della sua azienda di granate.
In breve capì che l'automobile sarebbe stato lo sbocco produttivo più sensato: aveva già avuto esperienze dirette alla Mors e inoltre aveva visto intorno a sé come il fenomeno dell'automobile stava diffondendosi a macchia d'olio in tutta Europa, sebbene confinata quasi completamente a ceti più che benestanti. Fu proprio in questo senso che le idee di André Citroën presero forma: non voleva produrre vetture per pochi ma per molti, sfruttando sempre le teorie del taylorismo per la nuova produzione. Non senza intoppi e ostacoli posti da personaggi invidiosi del suo successo, André Citroën riuscì comunque a realizzare questo nuovo grande progetto. Convinto della validità di modelli come la Peugeot Bebé, una vettura minima indirizzata a persone con possibilità economiche più ridotte, l'11 novembre 1918 André Citroën diede il via alla conversione della fabbrica di granate in fabbrica automobilistica. Con la tempestività che aveva sempre caratterizzato il suo modo di agire, nel marzo del 1919 fu già presentata la Type A, prima vettura prodotta dalla Casa del "double chevron". Tuttavia, a causa di problemi organizzativi ed economici (non erano state ancora ammortizzate le spese per la costruzione dell'impianto di Quai de Javel risalente ormai al 1915), l'avvio della produzione ebbe dei forti ritardi: fu solo nel luglio del 1919 che venne venduta la prima Type A. Ma la produzione andò comunque molto a rilento: fu Lucien Rosengart, che nel frattempo aveva fondato una società finanziaria, la SADIF, a risolvere i guai della neonata casa automobilistica e in questo modo la produzione poté essere efficacemente avviata.

### I primi anni '20 e la rapida ascesa

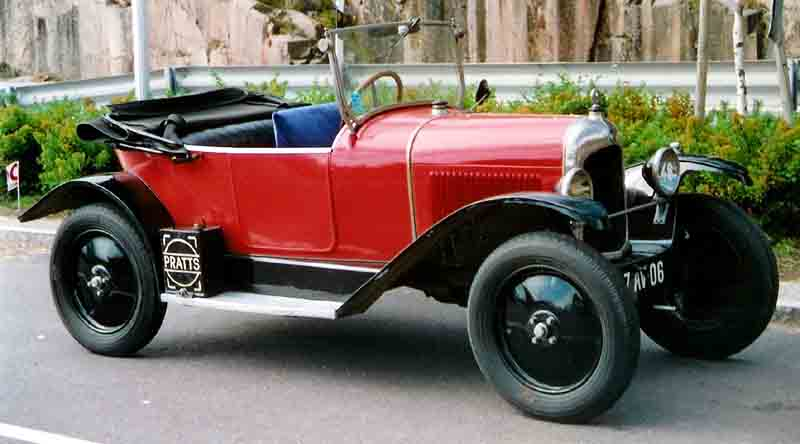
Una Type C, altro modello di gran successo nei primi anni di vita della Citroën

Con l'arrivo di Lucien Rosengart alla Citroën e con il suo non indifferente appoggio economico, la Citroën entrò negli anni venti più fiduciosa: la rete di concessionarie, già preparata in parte grazie ad alcuni amici del patron di Casa, amici che furono ben contenti di trasformare il proprio garage in punto vendita Citroën, si allargò ulteriormente con l'apertura di altre concessionarie, tra cui quella di Marsiglia. Nel 1922 la rete di concessionarie contava già ben 292 punti vendita in tutta la Francia. Nello stesso anno la produzione giornaliera raggiunse e superò le cento unità giornaliere, per arrivare a duecento al giorno nel 1923 e a ben trecento nel 1924. All'inizio del 1923, poi, una volta che gli affari avevano preso ad andare a gonfie vele, André Citroën riacquistò le quote cedute a Lucien Rosengart e tornò a essere l'unico proprietario della sua azienda. Nel frattempo, la gamma fu estesa per alcuni anni con l'arrivo della Type C, altro gran successo prodotto in oltre cinquantamila esemplari. Gli operai effettivi alle dipendenze di André Citroën passarono dai 4500 del 1921 a ben 15.000 nel 1924. Il 23 agosto 1923 a Londra fu aperta la prima filiale Citroën straniera. Fu anche aperto un nuovo stabilimento a Levallois per l'assemblaggio della Type C. Uno dei segreti del successo della Citroën negli anni venti fu anche il fatto che non si limitava a produrre e vendere automobili, ma anche tutto ciò che ne sarebbe seguito dopo, e in particolare l'assistenza tecnica in caso di guasto, un'impeccabile servizio di approvvigionamento e fornitura di pezzi di ricambio. A loro volta i concessionari venivano formati mediante visite e colloqui con emissari di André Citroën, ma talvolta anche con André Citroën stesso. Attraverso un rapporto stretto tra i collaboratori del geniale imprenditore veniva costituita un'identità di marca. Nel frattempo le filiali straniere si moltiplicarono: il 22 febbraio 1924 fu avviata la fabbrica di Bruxelles, mentre sette mesi più tardi fu la volta degli stabilimenti di Madrid e Ginevra. Tra il 30 settembre e il 2 ottobre dello stesso anno aprirono ben tre nuove filiali europee, in Danimarca, nei Paesi Bassi e infine in Italia, e precisamente a Milano in via Gattamelata, dopo aver acquistato da Nicola Romeo (il grande fondatore dell'Alfa Romeo) un terreno adiacente alla fabbrica del Biscione.
Ma non vennero mai trascurati i clienti, anzi: André Citroën si convinse sempre più che non dovevano essere più i clienti a venire a comprare le auto, ma doveva essere l'azienda ad andare da loro a proporle. Non solo, ma nello stesso periodo venne fondata anche la SOVAC, una società finanziaria per l'acquisto a rate delle vetture Citroën. Inoltre, nella mente di André Citroën stava acquisendo sempre maggior importanza una campagna pubblicitaria adeguata.

#### L'importanza della pubblicità

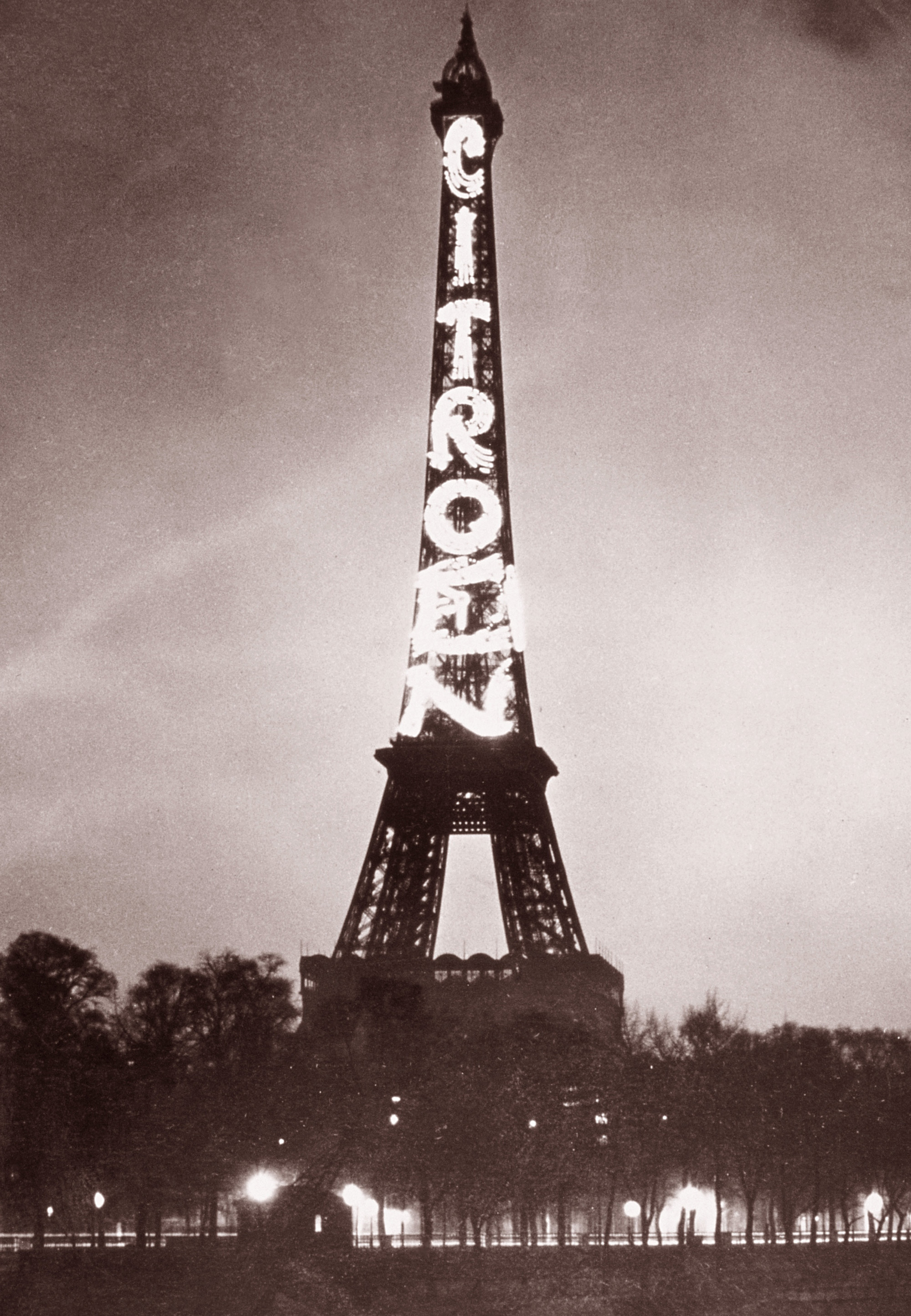
La Torre Eiffel illuminata con la scritta Citroën

Per André Citroën una massiccia campagna pubblicitaria era importantissima. Fu proprio lui uno dei primi costruttori automobilistici a utilizzare la pubblicità per massificare le vendite della sua azienda. Accanto agli espedienti più tradizionali, come l'inserimento di spazi pubblicitari dedicati alla Citroën, che comunque erano molto più grandi del normale e molto più creativi nella presentazione, vi furono anche attenzioni dedicate ai potenziali futuri acquirenti Citroën, ossia i bambini, per i quali realizzò una linea di modellini di automobili Citroën, prodotte da una fabbrica a parte, la Migault, con cui André Citroën si mise in rapporti di affari. Si arrivò anche alla produzione di autovetture a pedale in scala 2/3 da far guidare ai bambini stessi, e successivamente a vetturette con motore elettrico. Inoltre, già dalla presentazione della Type A allestì uno spazio nell'area fieristica per far provare gratuitamente e senza impegno le proprie vetture al pubblico. Ma vi furono anche trovate pubblicitarie spesso assai ardite e fantasiose, come ad esempio quella di scrivere il nome Citroën grazie alla scìa di un aereo che volava sopra il cielo di Parigi. Tale evento ebbe luogo il 4 ottobre 1922 sopra gli sguardi meravigliati degli abitanti che percorrevano le strade di Parigi. Ognuna delle lettere disegnate dall'aereo era alta 450 metri. Ma una delle più spettacolari fu la scritta luminosa sopra la Torre Eiffel. Per realizzare questo grandioso effetto scenico furono necessarie ben duecentomila lampadine collegate fra loro da cento chilometri di filo elettrico. Ogni lettera che avrebbe composto il nome della Casa di quai de Javel e del suo effervescente patron era alta 30 metri. Tutte le lettere erano disposte verticalmente sull'estremità superiore della torre e su tutti e quattro i lati, mentre più in basso altre lampadine furono disposte a formare lo stemma della Casa del "double Chevron". Anche lo stemma era ripetuto su ogni lato della torre. La Torre Eiffel fu "accesa" per la prima volta il 4 luglio 1925 in occasione dell'apertura dell'Esposizione Internazionale di Arti Figurative, tra lo stupore del pubblico presente, ma anche di quello più lontano, visto che la torre così bardata era visibile a ben 40 km di distanza.

#### L'epoca delle "Crociere"

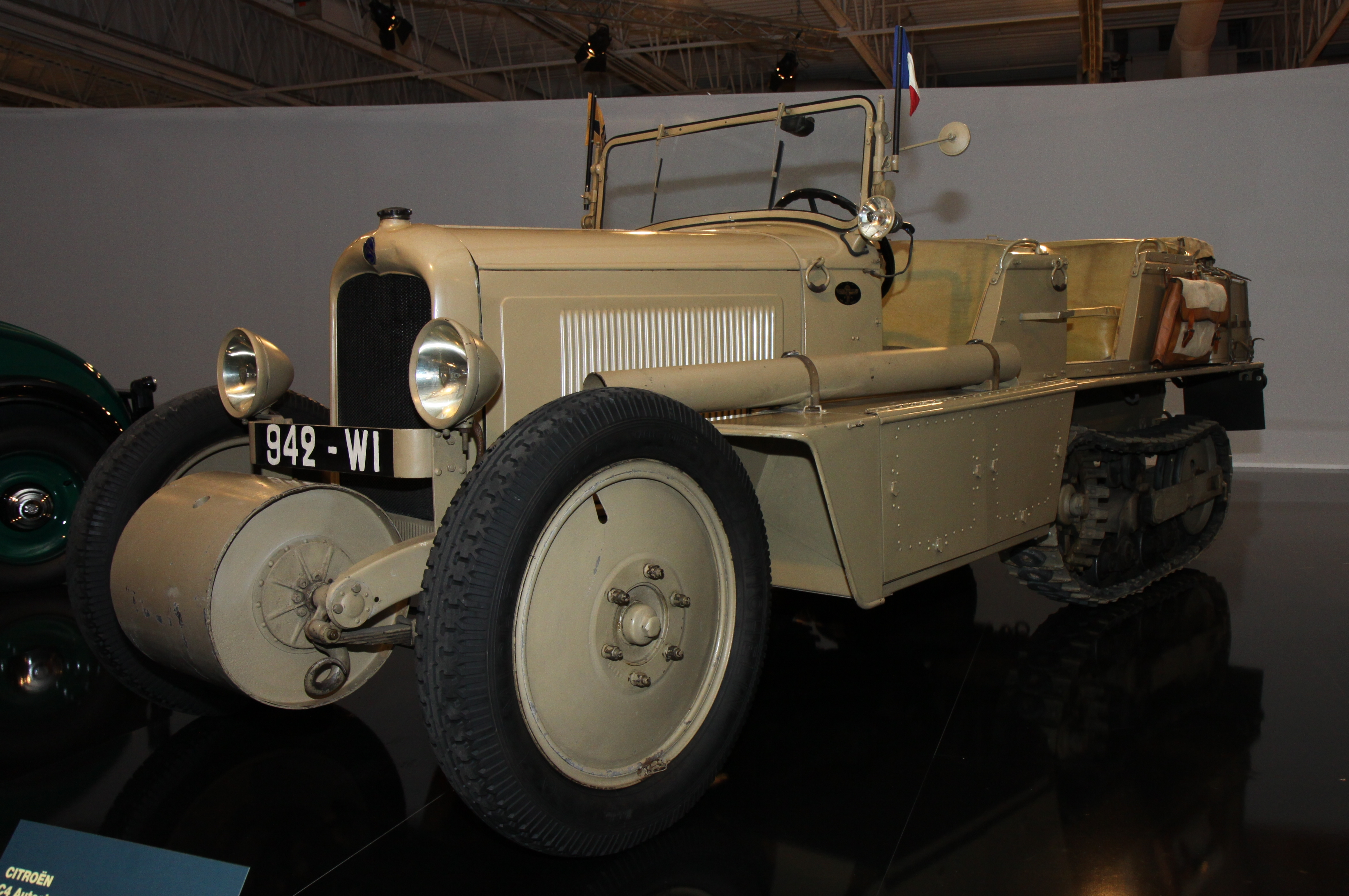
Una Citroën-Kégresse P17, allestita per affrontare la Crociera Gialla

La storia della Citroën nella seconda metà degli anni '20 del secolo scorso e anche nei primi anni trenta fu segnata dalla grande epopea delle Crociere, un nuovo e costosissimo espediente mediatico per portare in tutto il mondo il nome della Casa francese e per dimostrare l'affidabilità delle vetture su percorsi notevolmente lunghi e fortemente accidentati.

Stavolta, data la natura estremamente impegnativa (e non solo dal punto di vista finanziario) di questa impresa, il solo André Citroën non sarebbe bastato: per fortuna, già dal 1920 un nuovo personaggio si era avvicinato al nascente impero Citroën. Questo personaggio si chiamava Adolphe Kégresse ed era un alsaziano con significative esperienze nell'allora Impero russo come costruttore di veicoli cingolati per lo zar Nicola II. Proprio la trazione su cingoli fu un'invenzione di Kégresse, un'invenzione di cui quest'ultimo deteneva il brevetto e quindi anche i diritti. Tornato in Francia dopo una rocambolesca fuga dalla Russia in seguito alla caduta dello zar, Kégresse, ormai senza un soldo, provò a vendere il proprio brevetto, ma ricevette solo rifiuti fino a che non incontrò Jacques Schwob, amico d'infanzia che aveva avuto modo di stringere contatti con André Citroën. Schwob parlò di Kégresse a Citroën e così Citroën inviò a Kégresse tre telai di Type A da trasformare in semicingolati. Nell'ottobre del 1920 i tre veicoli erano pronti e vennero provati di fronte agli occhi incuriositi di André Citroën su un percorso coperto da sacchi di sabbia. Il risultato fu eccellente e André Citroën accettò con entusiasmo un personaggio del genere tra i suoi collaboratori. Furono prodotti i primi semicingolati da fornire a particolari categorie professionali. Ben presto arrivarono ordini anche da altri Paesi europei, mentre vennero costruiti anche semicingolati allestiti come autoambulanze. Vennero effettuate dimostrazioni sulle Alpi e sui Pirenei, e naturalmente la stampa accorreva per i reportage di rito. Ciò non fece che alimentare ulteriormente il mito di quest'impero creatosi così rapidamente e dal nulla.

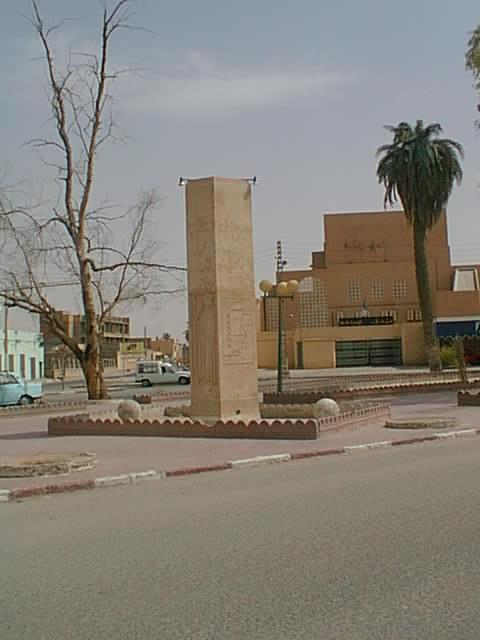
Il monumento a Citroën nella città di Touggourt in Algeria, da dove partì la prima spedizione del 1922

Ma per André Citroën non era abbastanza, perciò organizzò una spedizione che attraversasse parte del deserto del Sahara da nord a sud con i cingolati Citroën-Kégresse. La partenza avvenne il 17 dicembre 1922 da Touggourt, una città nell'entroterra del nord algerino, 600 km a sud di Algeri. A questa spedizione parteciparono i più fidi collaboratori di André Citroën, tra cui Georges-Marie Haardt, Maurice Billy, Fernand Billy, Georges Estienne (figlio del generale Estienne che aveva premuto su Louis Renault affinché questi costruisse un carro armato leggero durante la Prima Guerra Mondiale) e René Rabaud. Il percorso, che si snodava lungo milleduecento chilometri e si divideva in otto tappe, terminava a Timbuctù, nel Mali. La carovana di cingolati giunse al termine del percorso il 7 gennaio 1923, comunicando la riuscita dell'impresa al patron di Quai de Javel, il quale fece salti di gioia.

Dopo un secondo tentativo di ampliare questo exploit, tentativo fallito a causa di alcuni personaggi che misero i bastoni tra le ruote ad André Citroën, questi non si rassegnò e anzi impiegò un anno con i suoi stretti collaboratori a organizzare una vera e propria traversata dell'Africa da nord a sud. Haardt fu tra i primi e più entusiasti sostenitori e partecipanti a questa nuova avventura, che stavolta prevedeva un percorso di ben ventimila chilometri, un gruppo di sedici persone più tre meccanici e otto cingolati Citroën-Kégresse P4T su base Citroën B2. La carovana partì per quella che sarebbe divenuta nota come Crociera Nera il 28 ottobre 1924 da Colomb-Béchar, nel deserto algerino, per giungere il Madagascar il 20 giugno dell'anno seguente.

La Crociera Nera ebbe un successo mediatico enorme, che si ripercosse inevitabilmente sul piano industriale. Ma il braccio destro di Citroën, Haardt, si era estraniato dalle questioni industriali, completamente rapito dal fascino dell'esplorazione di Paesi lontani. Questa ondata di passione per tale genere di imprese trovò un nuovo sbocco a partire dal 1928, quando cominciò a essere pianificata una nuova spedizione, stavolta attraverso l'Asia. Tale spedizione, chiamata Crociera Gialla, fu divisa in due gruppi che sarebbero partiti rispettivamente da Beirut e da Pechino per incontrarsi a metà strada. Il primo partì il 4 aprile 1931 e il secondo partì due giorni dopo. Fu una spedizione pericolosa e massacrante su entrambi i fronti, ma l'8 ottobre del 1931 i due gruppi si incontrarono ad Aksu, nella Cina occidentale. Insieme, poi, ripartirono alla volta di Pechino, da dove uno dei due gruppi era partito all'inizio, e qui l'intera spedizione giunse il 12 febbraio 1932. Ma a Pechino, Georges-Marie Haardt, già gravemente provato dagli stenti e malato di polmonite, morì un mese dopo l'arrivo, il 16 marzo. Il funerale ebbe luogo il 2 maggio 1932: Haardt fu sepolto nel cimitero di Passy a Parigi.

### La grande depressione e la morte di André Citroën

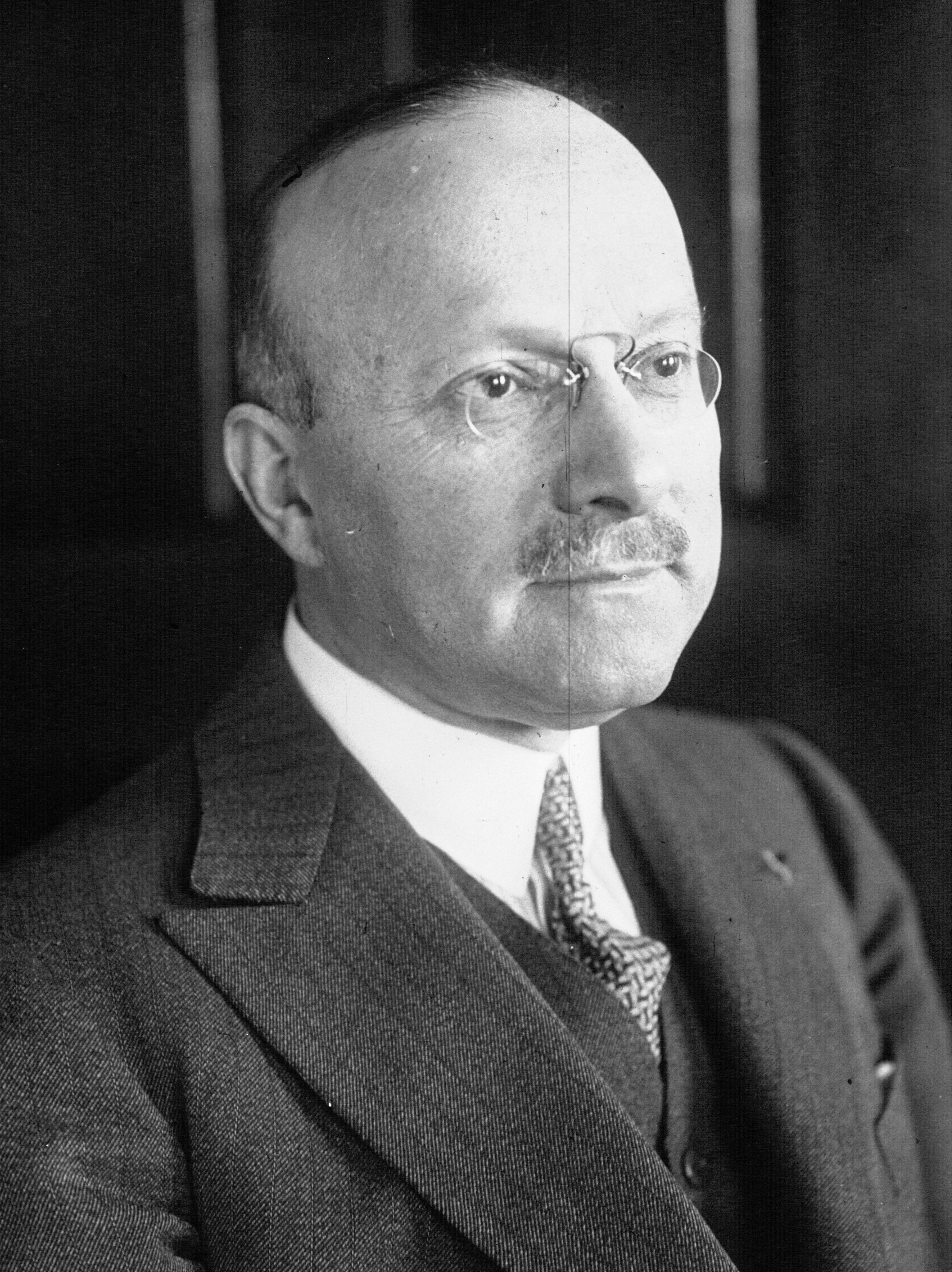
André Citroën

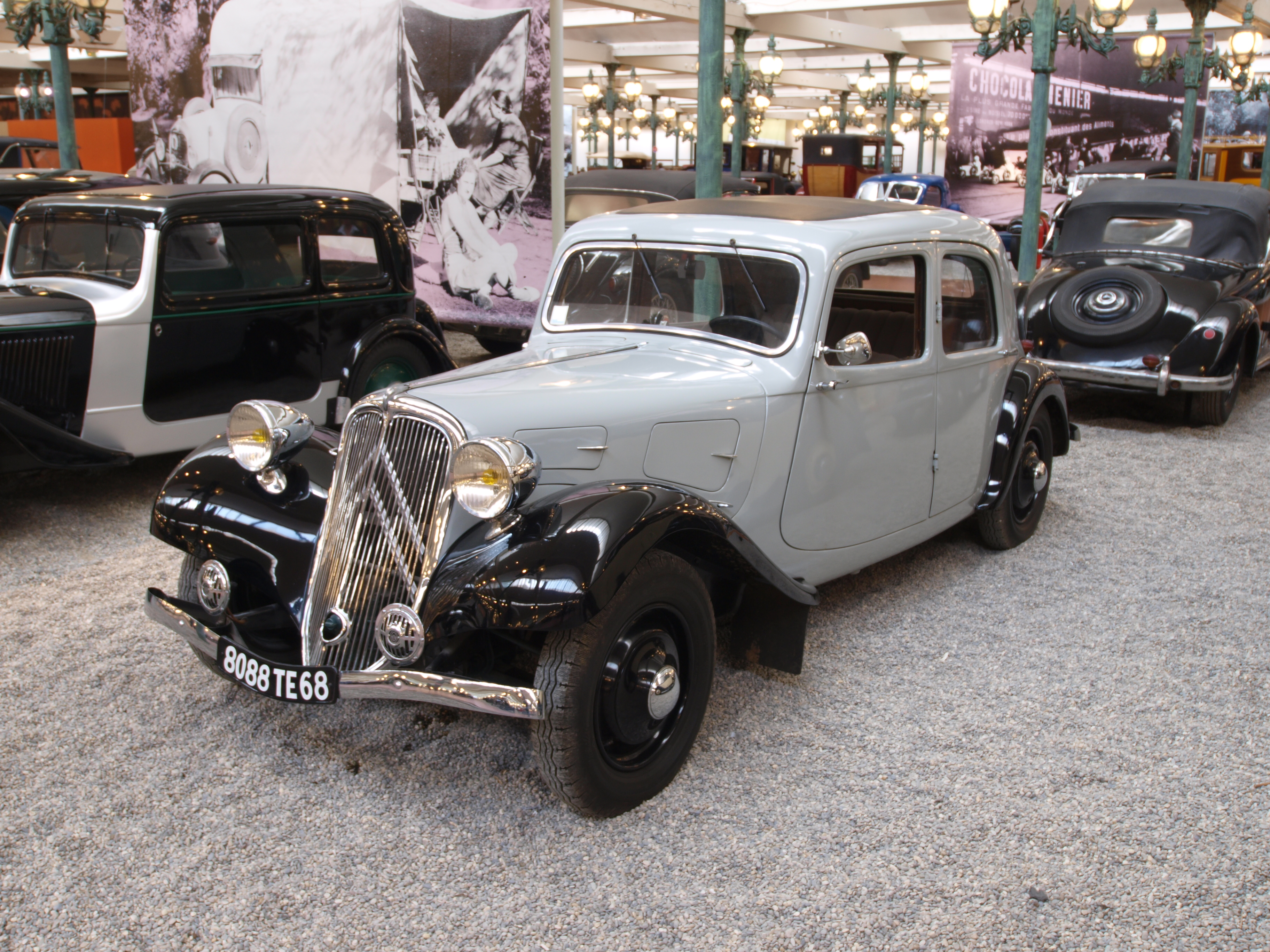
Una delle prime Traction Avant, la 7A, una delle auto più innovative della storia

La seconda metà degli anni '20 fu per l'impero Citroën ricco di altre novità: dopo aver lanciato nel 1924 la prima autovettura europea con carrozzeria interamente in acciaio, la B10, vennero introdotte qualche anno dopo la AC4 e la AC6, che tornarono a diversificare la gamma in più di un modello solo. Fu proprio in questi anni che la rivalità con la Renault, già viva nella prima metà del decennio, si fece particolarmente serrata: Louis Renault fece erigere il nuovo enorme stabilimento di Boulogne-Billancourt, presso l'Île Seguin per fronteggiare l'altrettanto imponente impianto di Quai de Javel. Anzi, Louis Renault invitò André Citroën ad ammirare il nuovo immenso stabilimento. Quest'ultimo raccolse la sfida: prima o poi avrebbe ristrutturato e rimodernato il suo stabilimento. Ma prima la sua azienda aveva altre priorità: lo stesso lancio della AC4 e della AC6 richiesero un intervento deciso della banca Lazard, talmente deciso che sette emissari di quella banca entrarono di fatto nelle operatività aziendali per curarne l'aspetto contabile e amministrativo. La collaborazione con la banca Lazard, tuttavia, durò poco: André Citroën mal tollerava il fatto di non essere l'unico padrone della sua azienda. Si arrivò quindi al divorzio tra Citroën e Lazard, un divorzio avvenuto in un momento poco opportuno: si era infatti nel dicembre 1930 e già da un anno stava dilagando la grave crisi economica cominciata nell'ottobre dell'anno precedente con il crollo della Borsa di Wall Street. Ma André Citroën non credeva molto alla crisi e anzi si preparò a una nuova impresa mediatica, quella che avrebbe coinvolto una versione sportiva di una delle sue nuove vetture, la 8CV, che venne ribattezzata Petit Rosalie e che nel maggio del 1933 stabilì quasi 300 nuovi record, percorrendo 300.000 km in quattro mesi e mezzo circa, alla media di 93 km/h. In quello stesso anno venne anche intrapresa una produzione di autocarri e autobus specifici come il Type 29, con allestimento dedicato e non più direttamente derivato da vetture già esistenti.
Inoltre era arrivato anche il momento di rispondere alla sfida di Louis Renault e di procedere a modernizzare e ristrutturare lo stabilimento di Quai de Javel. Come se non bastasse, era già stato avviato il progetto per la celebre Traction Avant, una vettura rivoluzionaria in quanto prima vettura a racchiudere in sé la trazione anteriore e la scocca portante. Per questo vennero assunte due nuove personalità di ingegno eccezionale: il designer Flaminio Bertoni e il progettista André Lefèbvre. La vettura fu lanciata il 18 aprile 1934, ma oramai le casse dell'azienda erano esangui a causa dei continui, enormi investimenti e le banche chiusero le porte in faccia ad André Citroën, che non poteva più far fronte ai debiti. In aiuto ai bilanci della Citroën intervenne la Michelin, già allora un grande colosso degli pneumatici, nonché tra i principali creditori della Citroën. Fu Pierre-Jules Boulanger, un alto dirigente della Michelin, a prendere in mano le redini della Citroën. Il 21 dicembre la Casa del "double Chevron" fu messa in liquidazione giudiziaria. Con l'inizio dell'anno nuovo la situazione fu ancora caotica, ma l'azienda continuò a funzionare regolarmente. André Citroën tuttavia fu costretto a lasciare l'azienda: le sue condizioni di salute stavano rapidamente peggiorando per un cancro allo stomaco. Il 15 gennaio André Citroën cedette tutte le sue azioni e i suoi privilegi a Pierre Michelin, mentre il 20 febbraio le banche cominciarono nuovamente a erogare finanziamenti alla Casa parigina sottoposta al nuovo assetto aziendale. Dal canto suo, André Citroën fu ricoverato alla clinica Georges Bizet, dove si spense il 3 luglio 1935.
Con la morte di André Citroën e il subentro di Pierre Boulanger si chiuse un fondamentale capitolo nella storia della Citroën e se ne aprì contemporaneamente un altro.

### Verso la guerra

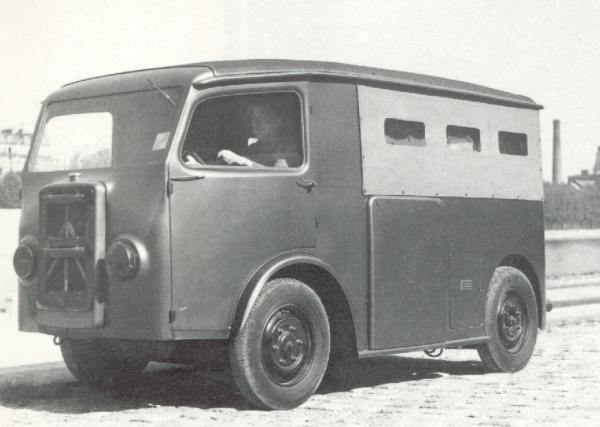
L'autocarro TUB, uno dei più noti mezzi commerciali della Citroën d'anteguerra

Subito dopo l'entrata della Michelin alla Citroën, Boulanger rispolverò un'idea presa in considerazione dal defunto Citroën, ma mai realizzata: quella dell'automobile minima per tutti, una vettura super economica che avrebbe dovuto risolvere il problema della motorizzazione di massa. Fu così avviato il progetto TPV, che vide coinvolti tutti i progettisti della Casa e in particolare proprio quel Bertoni e quel Lefèbvre che già avevano contribuito significativamente alla realizzazione della Traction Avant. Contemporaneamente venne evoluta la gamma della Traction Avant e furono lanciati nuovi modelli nel settore degli autocarri: tra i modelli più noti vi fu il TUB, con motore mutuato dalla Traction Avant, che rimase in listino fino al 1946.
Alla fine del decennio, il progetto TPV fu interrotto con lo scoppio della seconda guerra mondiale. Durante il conflitto l'azienda rallentò la sua produzione. Il regime nazista volle costringere Boulanger a collaborare, ma Boulanger rifiutò attirandosi le antipatie del regime stesso. L'azienda si fermò del tutto in occasione dei bombardamenti su Parigi, avvenuti nel 1943. Ma nuovi fermenti stavano sviluppandosi nel sottosuolo di Quai de Javel: il progetto TPV ebbe un curioso sviluppo clandestino: quasi tutti i prototipi vennero distrutti per non farli cadere in mano ai nazisti, tranne tre o quattro che vennero ben nascosti. Un altro progetto che affondò i suoi primissimi germi prima del conflitto fu quello relativo all'erede della Traction Avant, ma i veri lavori inerenti quest'ultimo progetto non sarebbero iniziati che dopo la guerra.

### La rinascita dopo la guerra

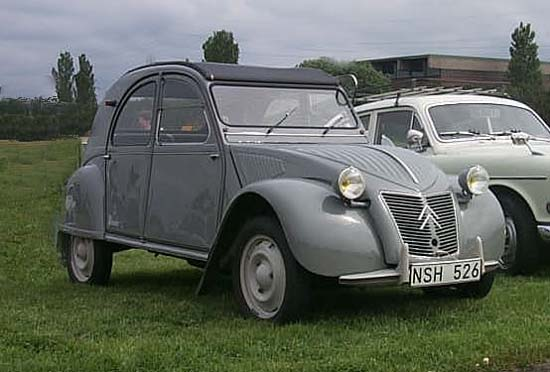
Una 2CV, uno dei simboli della produzione Citroën, nata nel 1948

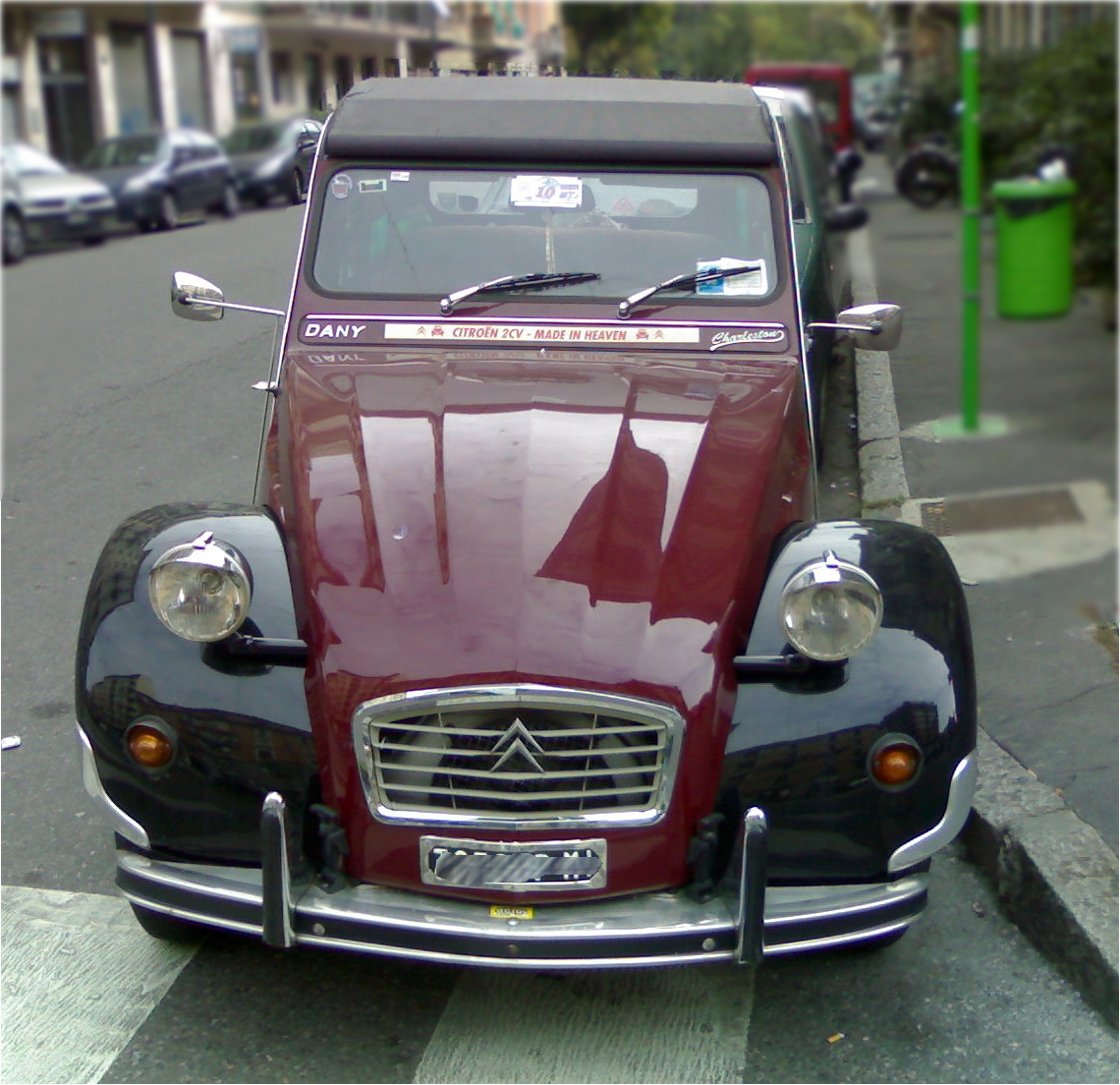
Una 2CV "Charleston", lanciata nel 1980

Dopo la guerra, la Casa del "double Chevron" riprese a lavorare alacremente ai due progetti menzionati: da una parte il TPV, ormai giunto a uno stadio avanzato e dall'altra il progetto VGD, ancora allo stadio embrionale e passato attraverso il conflitto semplicemente sotto forma di un semplice disegno di Flaminio Bertoni. Il primo vide la luce nel 1948 con il nome di 2CV e divenne uno dei più grandi best seller della Casa a livello mondiale e verrà prodotto per ben 42 anni in quasi 4 milioni di esemplari, motorizzando la Francia rurale post-bellica, esattamente come nel resto d'Europa fecero il Maggiolino e le Fiat Topolino e 600. Nello stesso anno il furgone TUB venne sostituito dal Type H. Due anni dopo, e precisamente l'11 novembre 1950, un altro nefasto avvenimento segnò la storia della Casa francese: la morte di Pierre Boulanger in seguito a un incidente stradale. Nel frattempo, sempre nel 1950, proseguì anche la produzione di mezzi commerciali più grossi, come il Type 45, ormai giunto quasi a fine carriera (verrà sostituito tre anni dopo dal Type 55).
Il 6 aprile del 1955 fu annunciata un'alleanza tra la Citroën e la Panhard: la Casa di Quai de Javel entrò due giorni dopo nel capitale della Panhard. L'accordo prevedeva l'acquisizione da parte della Citroën del 25% del pacchetto azionario della Panhard. In questo modo, mentre quest'ultima poteva contare su capitali freschi che ne agevolassero l'attività, la Citroën poté invece sfruttare uno degli stabilimenti Panhard per assemblare le 2CV Furgoncino, poiché ormai gli impianti Citroën erano saturi. Pochi mesi dopo, la Traction Avant, a suo tempo così innovativa, venne sostituita dalla DS, una vettura talmente all'avanguardia sia tecnicamente che stilisticamente, da far eclissare tutte le altre pur validissime vetture presenti al Salone di Parigi di quell'anno. La vettura, per alcuni versi insuperata ancora all'inizio del nuovo millennio, fu la prima a racchiudere in sé la trazione anteriore, la scocca portante, il cambio semiautomatico, le sospensioni idropneumatiche e il circuito idraulico in comune con sospensioni, servofreno, servosterzo e frizione idraulica. Il tutto condito con una carrozzeria avveniristica, profilata e aerodinamica, una visione d'insieme resa ancor più estrema dalle ruote posteriori carenate. La vettura fu un altro dei principali simboli della produzione automobilistica Citroën: nonostante non si trattasse di una vettura popolare ottenne un grande successo, anche perché proposta pure in una variante più economica, la ID.

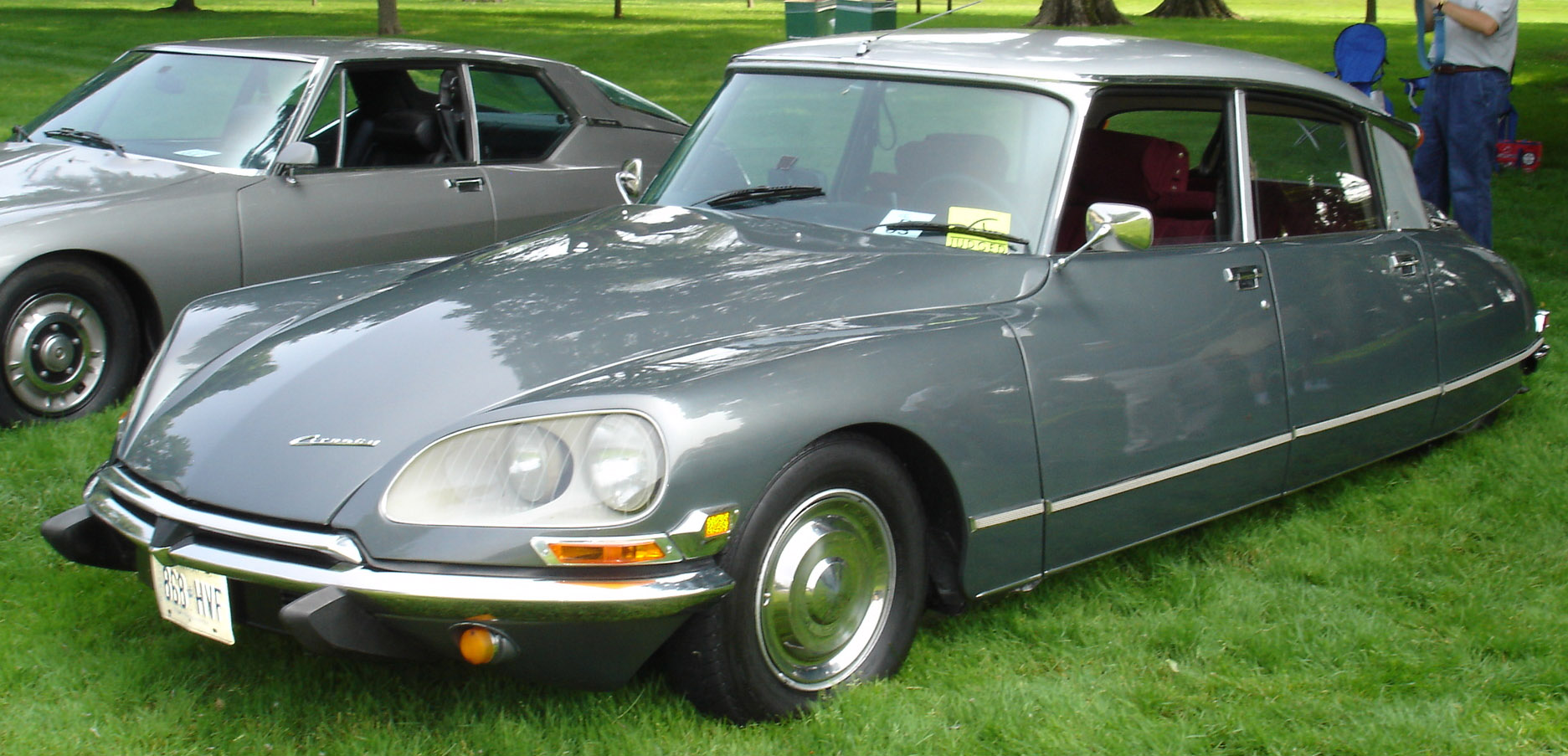
Una Citroën DS

Nella seconda metà degli anni cinquanta il legame tra Citroën e Panhard si rafforzò con la partecipazione della prima nel capitale della seconda che aumentò fino al 45% e con l'inizio del processo di unificazione delle reti di vendita. In particolare, la Dyna Junior entrò a far parte della gamma commercializzata dalla Casa del "double Chevron", anche se per pochi mesi, visto che l'ultimo esemplare della piccola roadster verrà venduta a luglio.

L'inizio del nuovo decennio si aprì con il dirottamento della produzione della 2CV Sahara presso lo stabilimento Panhard, mentre la PL17, entrò a sua volta nella rete di vendita Citroën. Questo fatto, già preparato da tempo, fece sì che la nuova vettura Citroën da interporre tra la 2CV e la DS venisse ad avere una nuova collocazione nella gamma Citroën-Panhard, vale a dire tra la PL17 e la 2CV. Questa nuova vettura fu lanciata nel 1961 e prese il nome di Ami 6. La vettura fu l'ultimo exploit creativo di Flaminio Bertoni, che alcuni anni dopo scomparve improvvisamente, lasciando orfana la Citroën del suo talento creativo.

Nel 1963 nuovi investimenti furono effettuati dalla Citroën, stavolta per sperimentare il motore Wankel, prodotto su licenza della NSU in base a una nuova alleanza battezzata Comotor. Dopo anni di messa a punto il Wankel verrà impiegato su due modelli della Casa, la GS Birotor e la M35, ma con scarso successo, dato l'elevato prezzo di listino di questi ultimi. Nello stesso anno, Citroën cercò di negoziare con Peugeot una cooperazione per l'acquisto di materie prime e attrezzature. I negoziati furono interrotti nel 1965.

Nel frattempo, lo stabilimento Panhard dedito alla produzione della PL17 e della 2CV Furgoncino si ritrovò a produrre più esemplari del secondo modello che del primo. Ciò portò progressivamente la Panhard al declino: nel 1965 la Casa del "double Chevron" assorbì la Panhard, ormai decisamente in cattive acque poiché non disponeva più di capitali per investire in un nuovo modello che potesse realmente sostituire la PL17: la Panhard 24, che avrebbe dovuto svolgere questo compito, ebbe una diffusione marginale a causa del prezzo di vendita troppo elevato. Il 28 agosto del 1967 la Casa di Porte d'Ivry chiuse i battenti.

Del 1967 è anche un altro evento: nel mese di giugno la Casa del "double Chevron" rilevò la Berliet, nota per i suoi mezzi pesanti per trasporto merci. In questo modo il ramo dei trasporti pesanti della Citroën, fino a quel momento rappresentato dal camion noto come Belphégor poté trovare ulteriori sviluppi grazie al know-how acquisito dalla Berliet in decenni di attività.

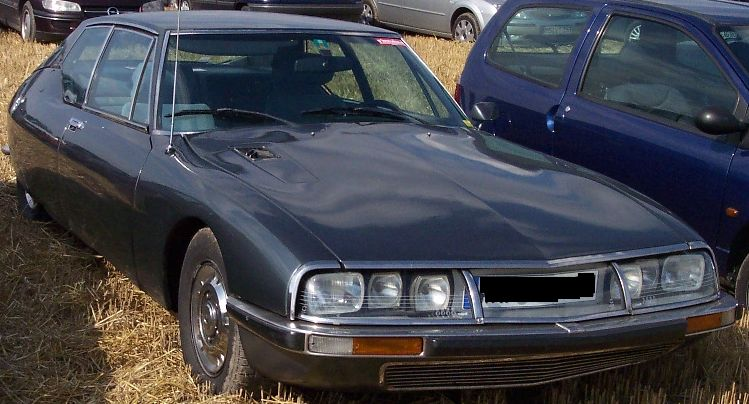
La Citroën SM, nata dall'alleanza con la Maserati

Nel 1968, un'altra Casa prestigiosa, questa volta italiana, navigava in cattive acque ed era prossima al fallimento: questa Casa fu la Maserati, nota per la sua attività sportiva e per le sue raffinate e lussuose granturismo. Ancora una volta fu la Michelin, detentrice del marchio Citroën, a lanciare una scialuppa di salvataggio per la Casa modenese. La scelta di rilevare la Maserati non fu fine a sé stessa: da qualche anno presso la Citroën era stato avviato un progetto destinato alla realizzazione di una vettura lussuosa e ad alte prestazioni che andasse a posizionarsi sopra la già sofisticata DS. Di lì a un paio di anni nacque così la SM e, quasi in contemporanea la Maserati Quattroporte II. Nella stessa occasione dell'acquisto della Maserati vi fu una profonda ristrutturazione delle attività Citroën sotto una nuova holding, Citroën SA. Michelin rimasto per lungo tempo l'unico azionista di controllo, decise di vendere una quota del 49% di Citroën alla Fiat, in quello che venne definito l'accordo PARDEVI, (Participations et Développement Industriel - Partecipazioni e Sviluppo Industriale) che prevedeva l'acquisto da parte della Fiat di una partecipazione del 49% del nuovo gruppo Citroën creatosi con l'integrazione della Maserati, Michelin avendo il rimanente 51%, con l'opzione di vendita alla Fiat. La PARDEVI doveva dare i natali al progetto Y, che prevedeva l'utilizzo di numerosi componenti Fiat da parte del gruppo francese. Un primo studio di fattibilità Citroën per una nuova utilitaria utilizzò il pianale della futura Fiat 127. Purtroppo, la PARDEVI non ricevette il nulla osta del governo francese guidato dal generale De Gaulle che fece di tutto per impedire un'ulteriore penetrazione della Fiat nel capitale della Citroën. Anche al termine del mandato di quest'ultimo, il governo francese fu contrario a un eventuale assorbimento della Citroën da parte del colosso torinese: inoltre, malgrado il nuovo respiro creato con l'apporto organizzativo dei tecnici italiani, la Citroën era debole e incapace di sopportare il drastico ridimensionamento del mercato automobilistico che accompagnò la crisi petrolifera del 1973. Anche in questo scenario, il persistente rifiuto da parte delle autorità francesi di vedere l'italiana Fiat rilevare il costruttore francese, portò la Fiat, e Gianni Agnelli non lo mandò a dire a mezza voce agli stessi rappresentanti governativi, a ritirarsi bruscamente dalla PARDEVI, restituendo la sua quota del 49% a Michelin. È stato il primo segno inquietante di cosa doveva succedere meno di un anno dopo. Ma nel frattempo anche il matrimonio con Maserati si rivelò disastroso: la crisi petrolifera non fece che assottigliare i già magri numeri di vendita della SM. La Quattroporte II, invece, non venne prodotta che in una manciata di esemplari appena. La situazione per la Citroën precipitò: da fonte di innovazioni si trasformò in una industria senza più risorse da investire.

### Dalla crisi alla nascita del gruppo PSA

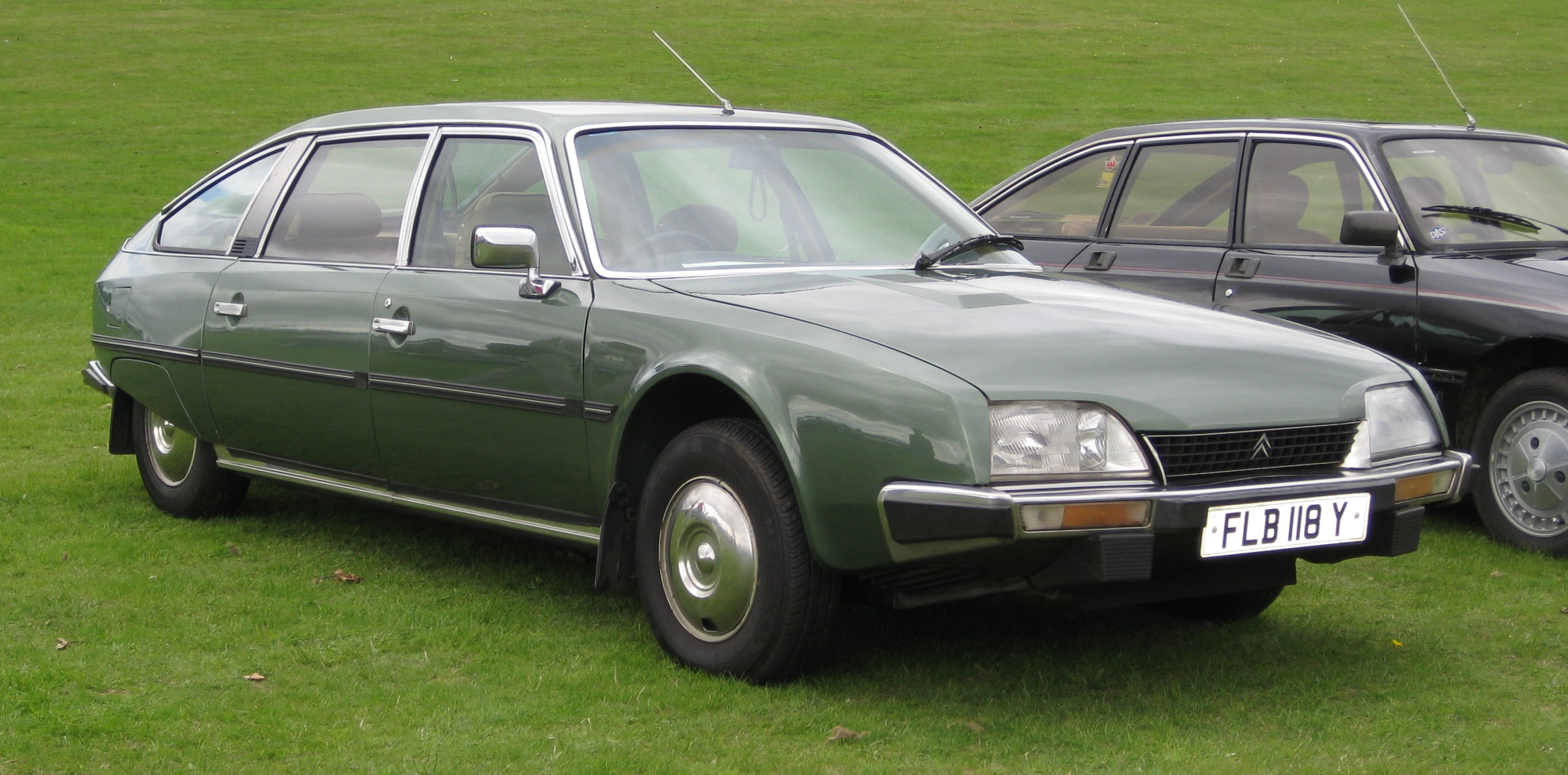
Una CX, nuova ammiraglia Citroën lanciata negli anni più difficili della Casa francese

Nei primi mesi del 1974 la Citroën era ormai sull'orlo del baratro a causa degli investimenti azzardati degli ultimi dieci anni (Panhard, Maserati, Berliet, Fiat, la sperimentazione sul motore Wankel), più gli investimenti stanziati per i progetti relativi alle nuove vetture (ad esempio la GS e la CX). Un altro grave fattore che portò la Citroën alla bancarotta fu l'errore strategico di rimanere per 15 anni, tra il 1955 e il 1970, senza un vero modello nella gamma media, molto redditizia sul mercato europeo. Inoltre, sempre nel 1974, la casa francese dovette ritirarsi dal Nord America, a causa di nuovi regolamenti di progettazione che rendevano fuorilegge le automobili Citroën. La situazione per le casse della Citroën fu quindi catastrofica: secondo alcuni calcoli effettuati dall'allora presidente generale del gruppo Citroën, François Rollier, servivano un miliardo di franchi entro fine anno per risanare le casse dell'azienda. Michelin ormai vedeva la Citroën come un colabrodo economico piuttosto che come ulteriore fonte di introiti, per cui cominciò a cercare un acquirente per liberarsi dell'ingombrante fardello. Il colosso degli pneumatici scartò a priori la possibilità di far rilevare la Citroën dalla Renault, allora azienda statale: le gravissime condizioni economiche in cui versava il marchio non potevano essere risanate con un aumento delle imposte da far gravare sulla popolazione francese. Il governo francese, temendo le reazioni dei sindacati per le perdite dei posti di lavoro di decine di migliaia di operai, organizzò colloqui tra Michelin e la restante realtà industriale nel ramo automobilistico: la Peugeot. Si arrivò a decidere di unire Citroën e Peugeot in una società unica. il 1º giugno 1974, Peugeot acquistò il 38,2% di Citroën dalla Michelin e divenne responsabile della gestione globale del nuovo gruppo. Peugeot procederà alla vendita della Maserati a De Tomaso nel maggio 1975: quest'ultima Casa italiana diverrà rapidamente in grado di sfruttare l'immagine del marchio Maserati vendendo decine di migliaia di nuove Maserati Biturbo qualche anno dopo.

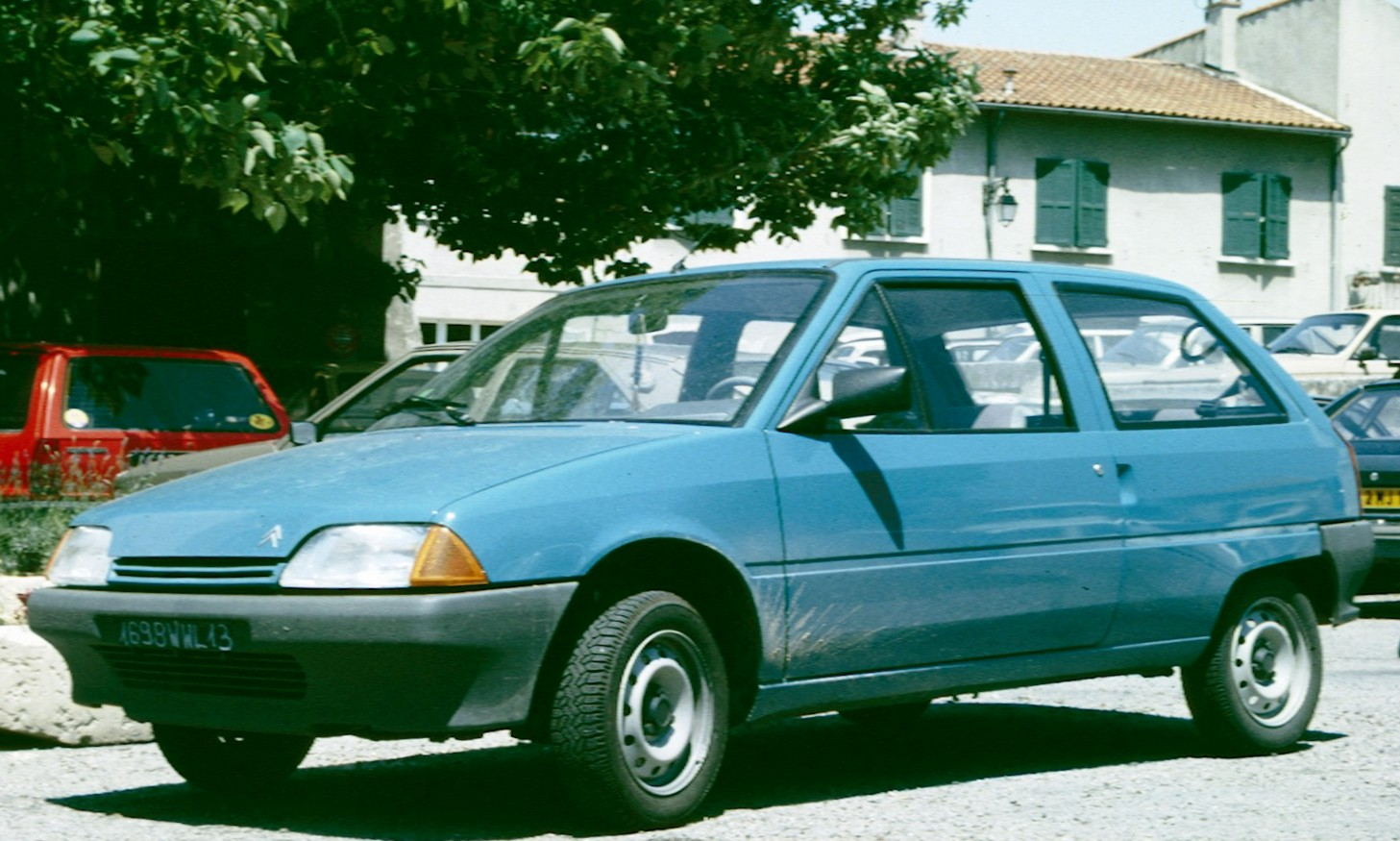
Una AX, utilitaria di gran successo nella gamma Citroën

Tornando alle operazioni di riassetto effettuate dalla Peugeot subito dopo aver rilevato parte della Citroën, assieme alla cessione della Maserati vi fu anche la chiusura dello storico, ma ormai vetusto stabilimento di Quai de Javel in favore del più moderno impianto di Aulnay. Con la chiusura di Quai de Javel si chiuse anche un'epoca.
Nel maggio del 1976 Peugeot portò la sua penetrazione nel capitale della Citroën all'89,95%, divenendo così di gran lunga il detentore del pacchetto di maggioranza. Nacque così il Gruppo PSA Peugeot-Citroën, per il quale i nuovi dirigenti di Sochaux prevedevano due gamme diversificate che rispettassero le storiche caratteristiche di ognuno: modelli innovativi per la Citroën e più tradizionali per la Peugeot, ma cercando nel contempo di utilizzare più componenti possibile in comune: in tal senso, la Citroën LN fu un primo esperimento per ridurre i costi e condividere meccaniche, interni e telai. La LN, su base Peugeot 104, fu seguita nel decennio successivo anche dalla "gemella" Talbot Samba.

La seconda crisi petrolifera degli anni '70, datata 1979, mise in seria difficoltà lo stesso Gruppo PSA, che fu costretto a disfarsi della Chrysler Europe acquisita poco tempo prima: nonostante ciò, nacquero dei modelli Citroën molto apprezzati dalla clientela, tra cui la BX e la AX. Oltre a questi modelli, gli anni ottanta videro ancora la 2CV ancora in listino, sebbene ancora per poco: nel 1990, infatti, la popolare vetturetta bicilindrica fu definitivamente tolta dal commercio.

### La fine del secolo

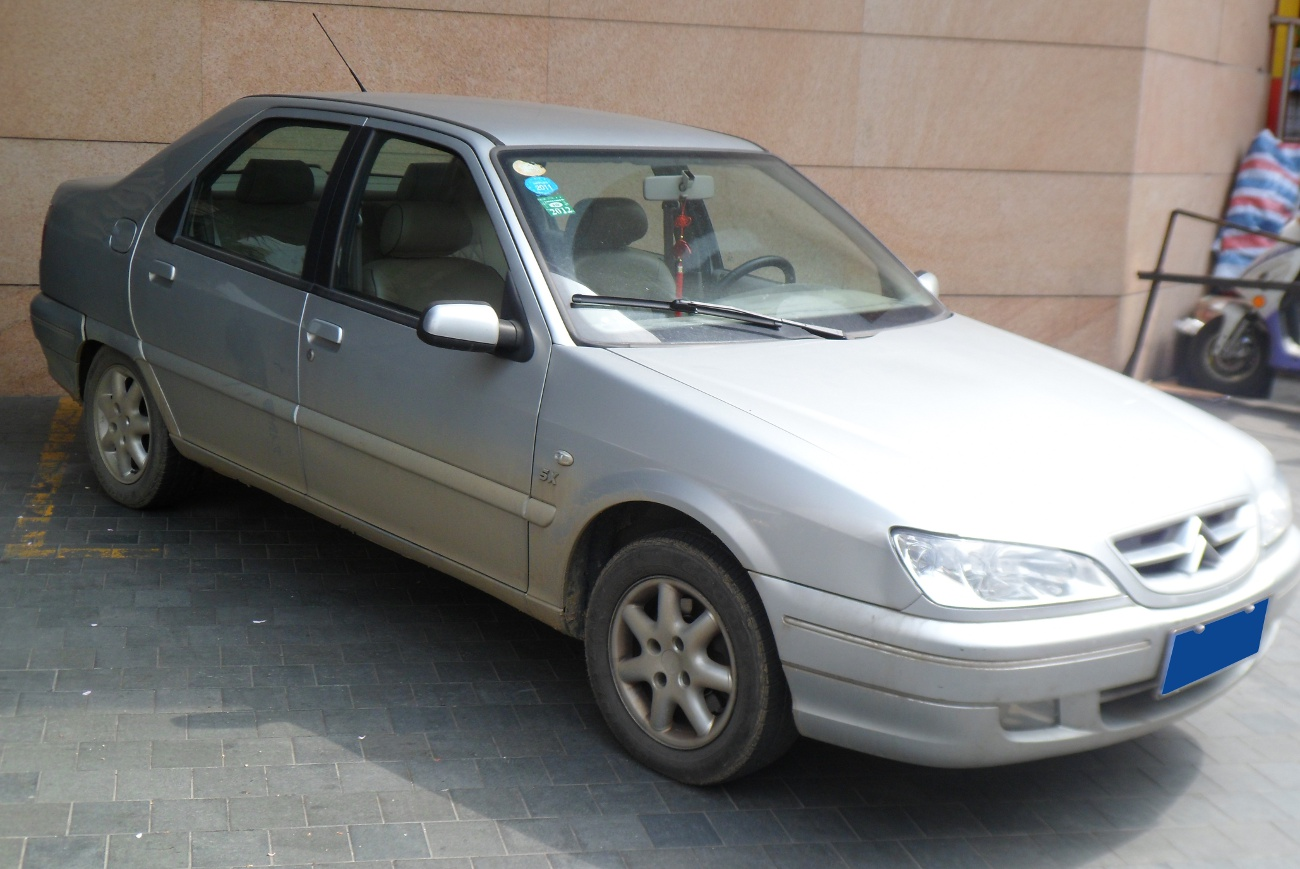
Una Elysée, berlina su base ZX destinata al solo mercato cinese

Gli anni novanta videro l'adeguarsi della Citroën alle tendenze di mercato dell'epoca, e quindi anche la Casa francese, come molte altre Case propose vetture con carrozzeria monovolume (Citroën Evasion) o multispazio (Citroën Berlingo). Non venne tuttavia trascurato l'aspetto innovativo da sempre molto caro al marchio del "double Chevron": in questo senso va inquadrata l'introduzione del primo vero modello di fascia media della Citroën, ossia la ZX, che si distingueva dal resto delle vetture del suo segmento per la presenza di un particolare retrotreno attivo con effetto sterzante, un po' come stava facendo già da alcuni anni la Honda con la sua coupé Prelude.
Un'altra vettura di gran successo fu la Saxo, utilitaria erede della AX e declinata in diverse versioni, tra cui una velocissima sportiva, la Saxo VTS. Di fatto però al contrario della precedente AX di cui si ricorda anche una versione ad alte prestazioni denominata AX Sport, la Saxo era di fatto un restyling della cugina Peugeot 106 con la quale infatti condivideva meccanica, pianale e il 90% dei lamierati. Il pianale era però lo stesso tra Saxo, 106 e AX.

Non va inoltre tralasciato che dal 1993 la Citroën è presente nel mercato cinese assieme alla Peugeot, grazie alla joint venture con una Casa locale, la Dongfeng Motor Corporation. Tale alleanza diede luogo alla Dongfeng Peugeot-Citroën Automobiles: così vennero alla luce dei nuovi modelli con marchio Citroën, anche se limitati al solo mercato cinese. Tra questi vanno senz'altro citate la Elysée e la Fukang.

L'approssimarsi del nuovo millennio vide l'arrivo della prima station wagon di segmento C, ossia la Xsara SW, ma anche i primi motori turbodiesel con tecnologia common rail.

### Il nuovo millennio

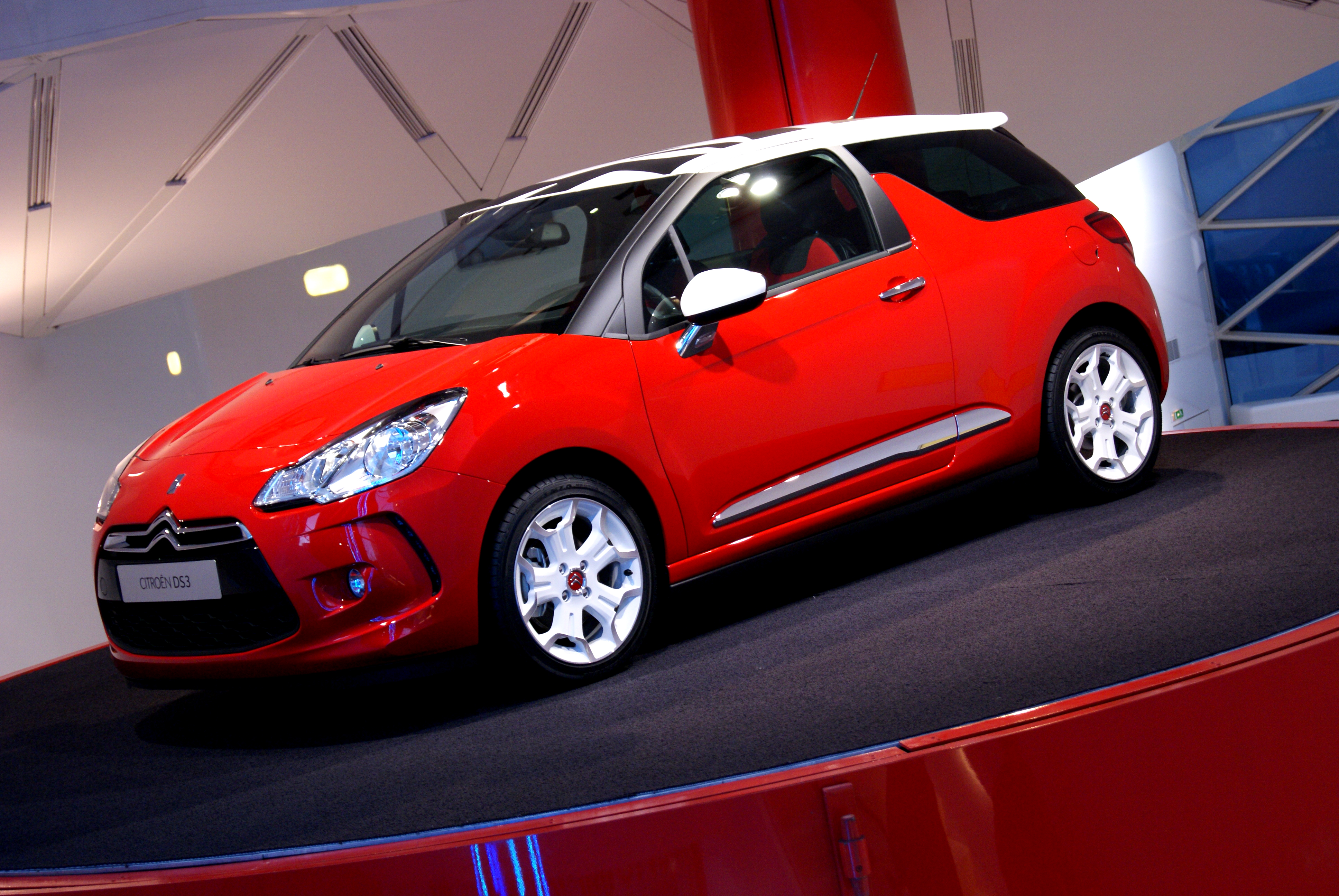
Una DS3, capostipite della nuova sottogamma di vetture marchiate DS

L'arrivo del nuovo millennio coincise con l'arrivo della berlina C5, ma soprattutto con un periodo d'oro per il marchio francese, e più in generale per l'intero gruppo PSA. I modelli con motore diesel attirano la clientela come non mai, contribuendo a decretare il successo del motore diesel per le sue doti di economia e finalmente di raggiunta brillantezza nelle prestazioni. La gamma subisce una rivoluzione nelle denominazioni, ora tutte rappresentate da una sigla di due lettere che comincia con la lettera C (iniziale del marchio del "double Chevron") seguita da un numero che identifica la posizione della vettura nella gamma. Così, la C3 sarà una utilitaria di dimensioni generose, mentre la C2 sarà la sua versione compatta, la C4 sarà la segmento C del lotto e la già menzionata C5 occuperà il segmento D. Ultimi ad arrivare sono l'ammiraglia C6, raffinata berlina di grosse dimensioni (quasi 5 metri) e la C1. Quest'ultima, che come logica va a porsi sotto la C2, divenendo il modello di base della gamma, venne prodotta sfruttando le economie di scala e la joint-venture TPCA stipulata con la giapponese Toyota, che la propose in versione ristilizzata e con denominazione Aygo.

Una seconda joint-venture con un'altra Casa automobilistica, la Mitsubishi, portò al lancio del primo SUV del "double Chevron", la C-Crosser, che però non incontrerà un grande successo. Con la Mitsubishi viene portato avanti anche il progetto che prevede la costruzione di piccole vetture a trazione completamente elettrica, e che darà origine alla Citroën C-Zero, la cui produzione viene avviata alla fine del 2010 anche con il nome di Peugeot iOn. Anche questi modelli, però, hanno riscosso uno scarso successo dato l'elevato prezzo di vendita (oltre 35.000 euro).

Nel 2008 esplose la crisi finanziaria dei mutui subprime, definita la più grave della storia dopo il martedì nero del 1929. Le vendite dell'intero mercato automobilistico mondiale si contrassero di colpo mettendo in serie difficoltà svariate Case automobilistiche. Il Gruppo PSA non parve inizialmente accusare il colpo, cosicché nel 2010 la Citroën lanciò una nuova gamma di modelli da affiancare a quella tradizionale. Tale nuova gamma fu battezzata DS, una sigla che ricorda quella della mitica berlina prodotta dal 1955 al 1975, ma il cui acronimo aveva un altro significato: infatti la pronuncia delle due lettere (de es), in francese, significa "dea" ("Déesse"). Tali modelli, particolarmente rifiniti e ricercati, avevano il compito di penetrare nel sottosegmento premium delle rispettive fasce di mercato, e anzi, in alcuni casi, se possibile, di creare delle nuove nicchie di mercato. Così, se la DS3 doveva da una parte fronteggiare l'agguerrita concorrenza della Mini dell'era BMW, i modelli DS4 e DS5 si ponevano rispettivamente come una gradevole crossover dal disegno ricercato e come una sorta di berlina-station di segmento C dalle dimensioni generose. Il debutto della DS3 ha coinciso anche con la rivisitazione del logo della Casa, che a questo punto appare più morbido nella grafia.
Fu solo in un secondo momento che la crisi arrivò a colpire duramente anche il Gruppo PSA, portando incertezza sul futuro dei due marchi che lo costituiscono: dopo l'entrata del gruppo General Motors nel capitale PSA (acquisendo il 7% del pacchetto azionario), lo Stato francese ha deciso di intervenire stanziando dei fondi per il salvataggio del colosso francese. Successivamente la GM decide di uscire dal capitale mentre un nuovo azionista entra nel capitale PSA, nel quale partecipa già lo Stato francese: la Dongfeng, già partner cinese del gruppo PSA. Si sviluppano nuove strategie e nuovi stabilimenti per il mercato cinese ed entra in gioco anche il marchio della Dongfeng, oltre ai francesi Peugeot, Citroën e dal 2015 anche DS Automobiles, ora divenuto un marchio indipendente. L'arrivo di Carlos Tavares al timone del gruppo PSA portò una boccata di ossigeno al colosso francese, tanto che già alla fine del 2017, la stessa Citroën tornò a essere particolarmente in salute, facendo registrare il record di vendite da sei anni a quella parte e incrementando del 7,5% le proprie vendite a livello internazionale.
Motivi dei forti consensi sono stati la reimpostazione della gamma, ora incentrata su SUV e crossover, ma anche la reinterpretazione in chiave crossover di alcuni modelli della gamma, come la terza generazione della C3, ora con richiami al mondo dei crossover grazie ai parafanghi e ai paraurti in plastica grezza. Un discorso simile per l'erede della C4, che venne sostituita in pratica dalla versione restyling del crossover C4 Cactus, un restyling attuato in modo da ammorbidire e rendere più eleganti le linee della vettura originaria. Altro motivo di successo fu il lancio del nuovo crossover medio, il C5 Aircross, che nel 2017 venne introdotto nel solo mercato cinese, ma che l'anno seguente è stato lanciato anche nei mercati del Vecchio Continente. In America Latina, dove pure la Citroën fece registrare una notevole impennata, la gamma è stata limitata invece a vecchi modelli ristilizzati e specifici solo per quei mercati.

### L'attività sportiva

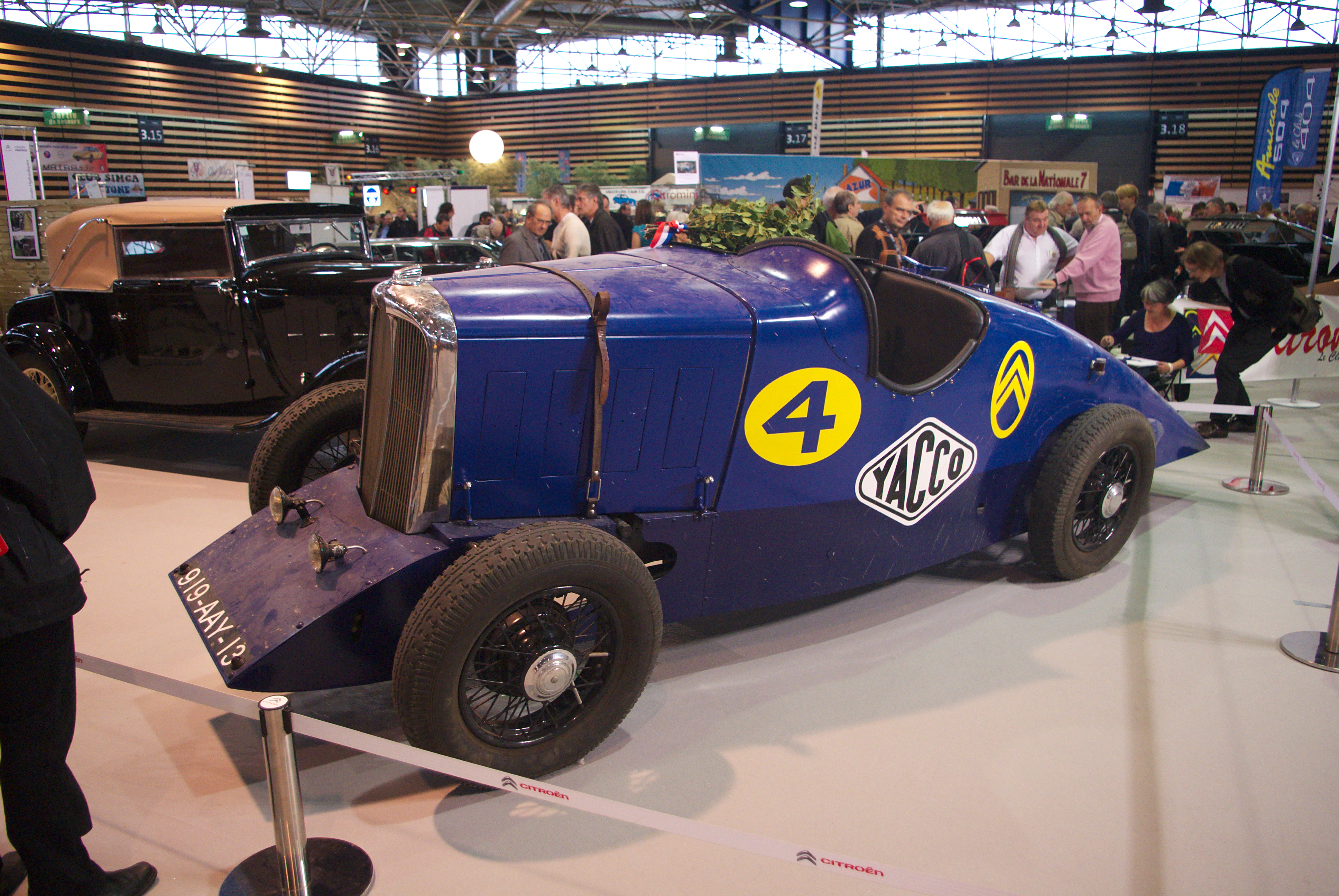
Una Petite Rosalie, che nel 1933 infranse ben 299 record

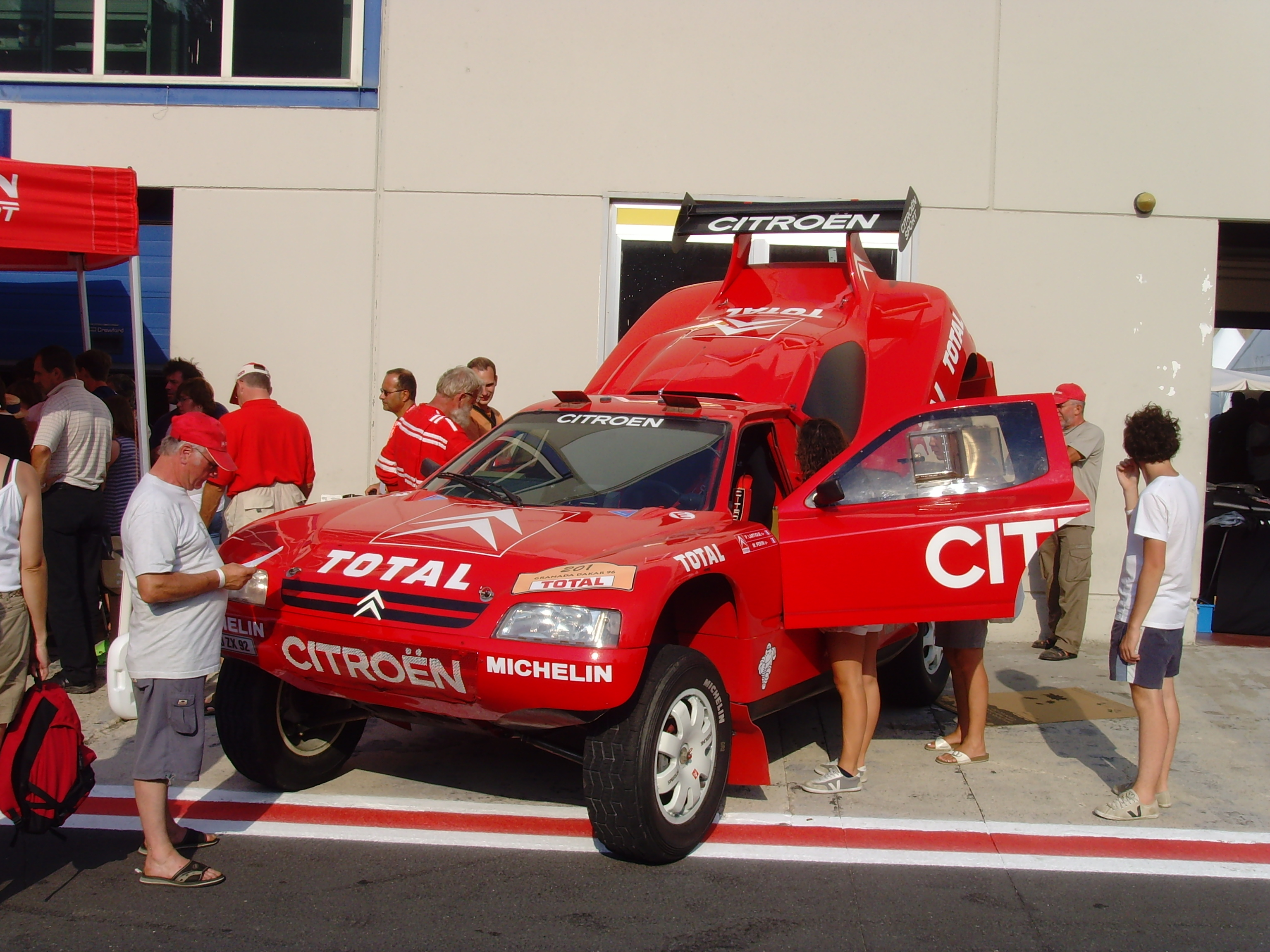
Una ZX-Raid, vincitrice della Parigi-Dakar del 1991

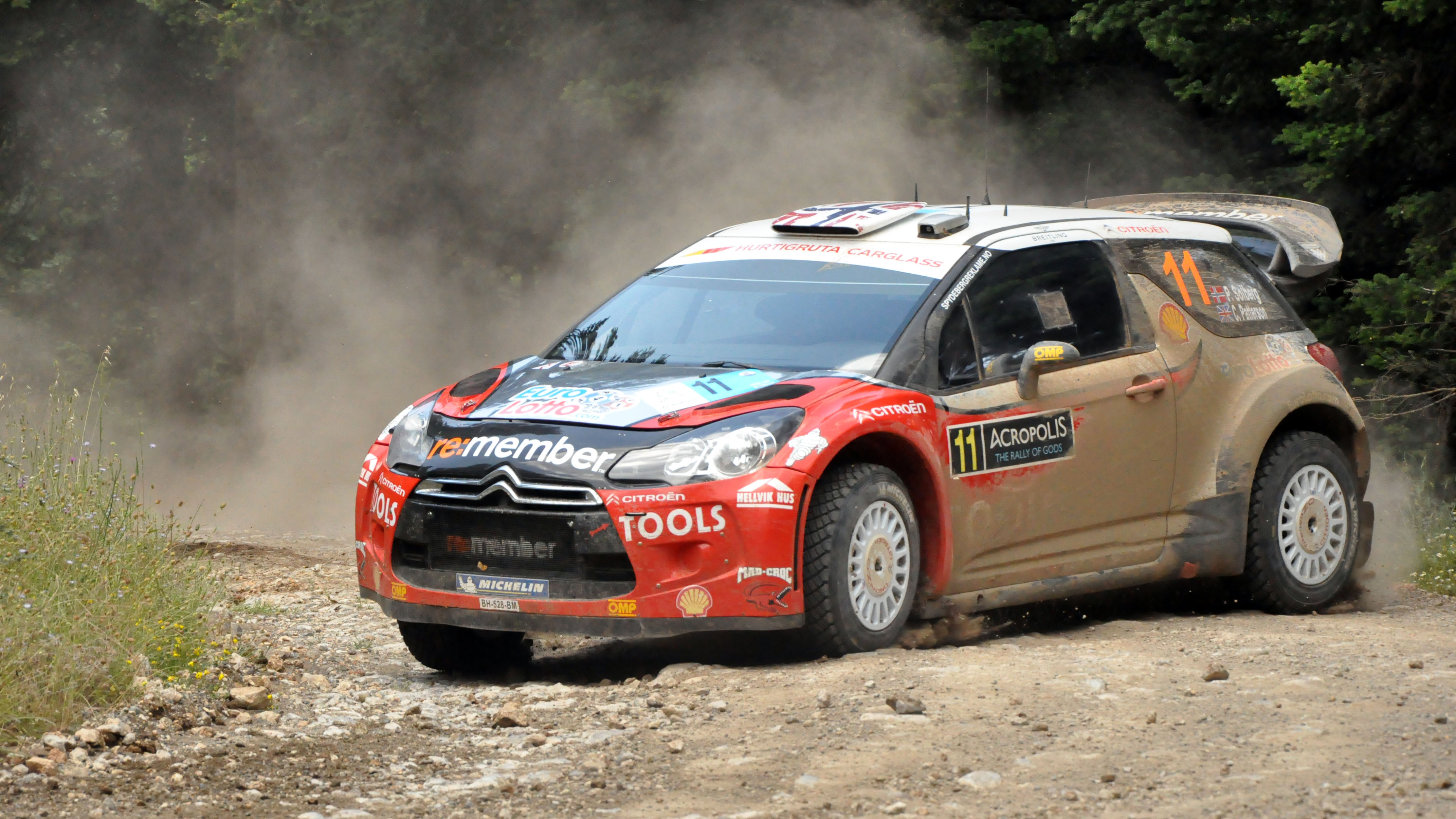
Una Citroën DS3 WRC in azione

Nei primi decenni di vita della Citroën, l'attività sportiva del marchio fu molto blanda, quasi inesistente. Questo perché André Citroën, nonostante la sua profonda fede nella pubblicità, detestava le competizioni automobilistiche utilizzato a tal fine. Questa avversione affondava le sue radici nel 1903, e in particolare nella tristemente famosa gara Parigi-Madrid, una gara in cui trovarono la morte ben nove persone, di cui sei piloti e tre spettatori (oltre ai numerosi feriti), tra cui il fratello e socio di Louis Renault, Marcel. Profondamente turbato da questo nefasto evento, André Citroën ha perciò preferito evitare lo sport come veicolo pubblicitario.

L'unica attività che vagamente poteva essere ricondotta al mondo dello sport fu la serie di Crociere intraprese dalle vetture e dai membri della Casa francese. In realtà, sarebbe da considerare anche l'exploit dei modelli Rosalie, ossia delle vetture sportive derivate da quelle di serie. L'origine di tali eventi non si deve ad André Citroën, ma alla compagnia di lubrificanti Yacco, che ordinò un telaio nudo su base C6F per poi rivestirlo con una carrozzeria profilata in alluminio. La vettura così equipaggiata percorse 25.000 km tra il 22 ottobre e il 10 novembre 1931, stabilendo 14 nuovi record internazionali.

A questo punto, per la prima volta in una competizione automobilistica, entrò in scena André Citroën, stuzzicato nel suo orgoglio da tale evento. Presentandosi alla nuova prova della Yacco, stavolta con berlinetta sport su base C6G, il patron della Casa di Quai de Javel organizzò un banchetto sul posto e dichiarò che avrebbe offerto in premio la cifra di un milione di franchi a chi avrebbe battuto entro il 1º ottobre 1932 il nuovo record della C6G (di 108 km/h di media su centomila km percorsi dal 5 marzo al 14 aprile). Nessuno si presentò, ma l'anno seguente fu proprio lo stesso André Citroën a portare in pista una 8CV, denominata Petite Rosalie. Questa vettura, di cilindrata inferiore rispetto alle altre due Rosalie precedenti, riuscì a percorrere ben trecentomila km tra il 15 marzo e il 27 luglio 1933 alla media di 93 km/h. In questo modo vennero battuti ben 193 record internazionali e 106 record mondiali. Il debutto di André Citroën nelle competizioni non poté essere migliore. Periodicamente, durante gran parte degli anni '30, la Rosalie sarebbe tornata a far capolino per provare a stabilire nuovi record e spesso riuscendoci. L'ultima apparizione ufficiale di una Rosalie si sarebbe avuta nel 1937, due anni dopo la scomparsa di André Citroën.

Dopo i record stabiliti dalla Rosalie, la Casa francese non si sarebbe più avvicinata alle corse fino al 1956, anno in cui una DS prese parte al Rally di Montecarlo e riuscì a conquistare il primo posto nella categoria 2 litri. Fu la prima di una lunga serie di vittorie per la grossa berlina francese. nel 1962, grazie a essa, la Citroën si aggiudicò la Coppa dei Costruttori. L'ultima vittoria della DS si ebbe nel 1974 al Rally del Marocco, proprio mentre la Casa del "double Chevron" si trovava in pessime acque. Negli anni a venire si ebbero alcune vittorie riportate dalla CX, in particolare in alcuni raid africani (rally del Marocco, Rallyu del Senegal, ecc). Si decise di ricominciare con le competizioni nel 1980. Fu con la piccola Visa che si tornò a correre, in particolare con alcune versioni realizzate proprio per l'attività agonistica. I risultati ottenuti furono buoni anche se non frequenti. Meritano una menzione il quarto posto in classifica generale nel 1980 e i tre titoli nazionali ottenuti nel 1986. La Citroën ebbe anche una breve apparizione nel Gruppo B del Mondiale Rally con la BX 4TC, ma alcuni problemi di affidabilità meccanica spensero quasi subito i sogni di gloria della Casa francese.

Nel 1989 venne fondata la Citroën Racing, divisione sportiva dedicata esclusivamente alle competizioni.

Da qui nacque un lungo periodo di grandi soddisfazioni per la Citroën: venne impiegata la ZX-Raid per la Parigi-Dakar, che nel 1991 riuscì anche a vincere. Tale impresa venne ripetuta per tre anni di fila nel 1994, nel 1995 e nel 1996. A ciò si aggiunsero tra l'altro, nello stesso periodo, i cinque titoli Costruttori e i quattro titoli Piloti.

Nel 1998 cominciò la grande avventura nel WRC: la vettura impiegata fu una Xsara Kit-Car, che nel 1999 si piazzò settima. L'inizio del nuovo secolo vide l'affermazione del pilota Sébastien Loeb, dapprima su Xsara WRC, successivamente con la C4 WRC e infine con la DS3 WRC. Alla fine del 2012 sono stati ben nove i titoli conquistati dal grande pilota francese, peraltro tutti consecutivi.

## Cronotassi dei loghi

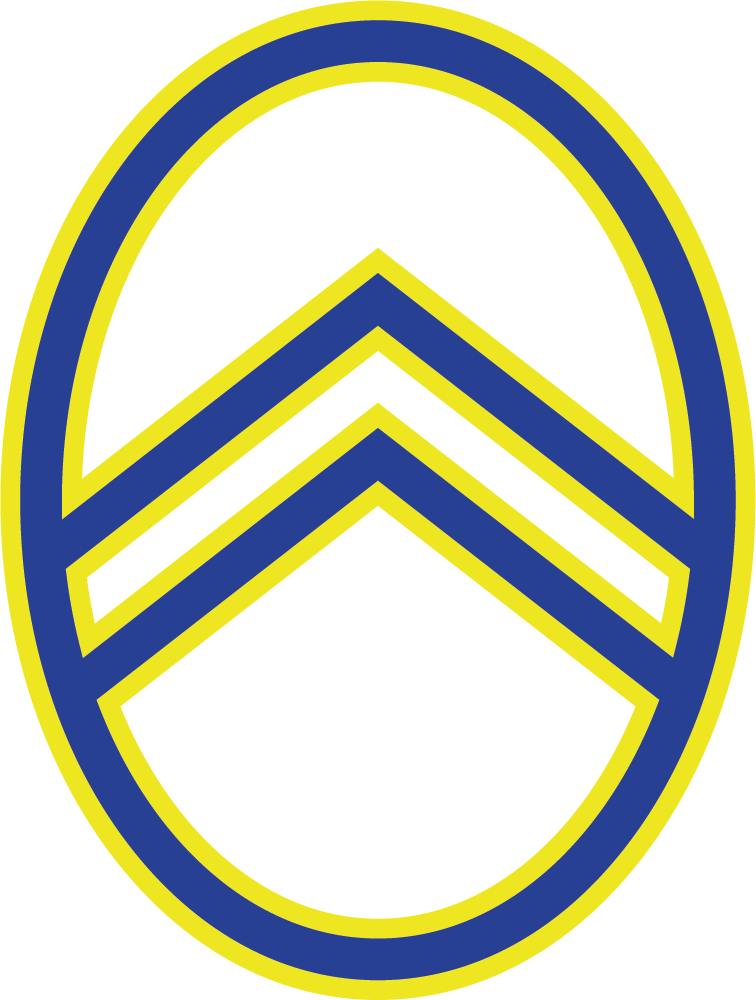
1919 – 1921
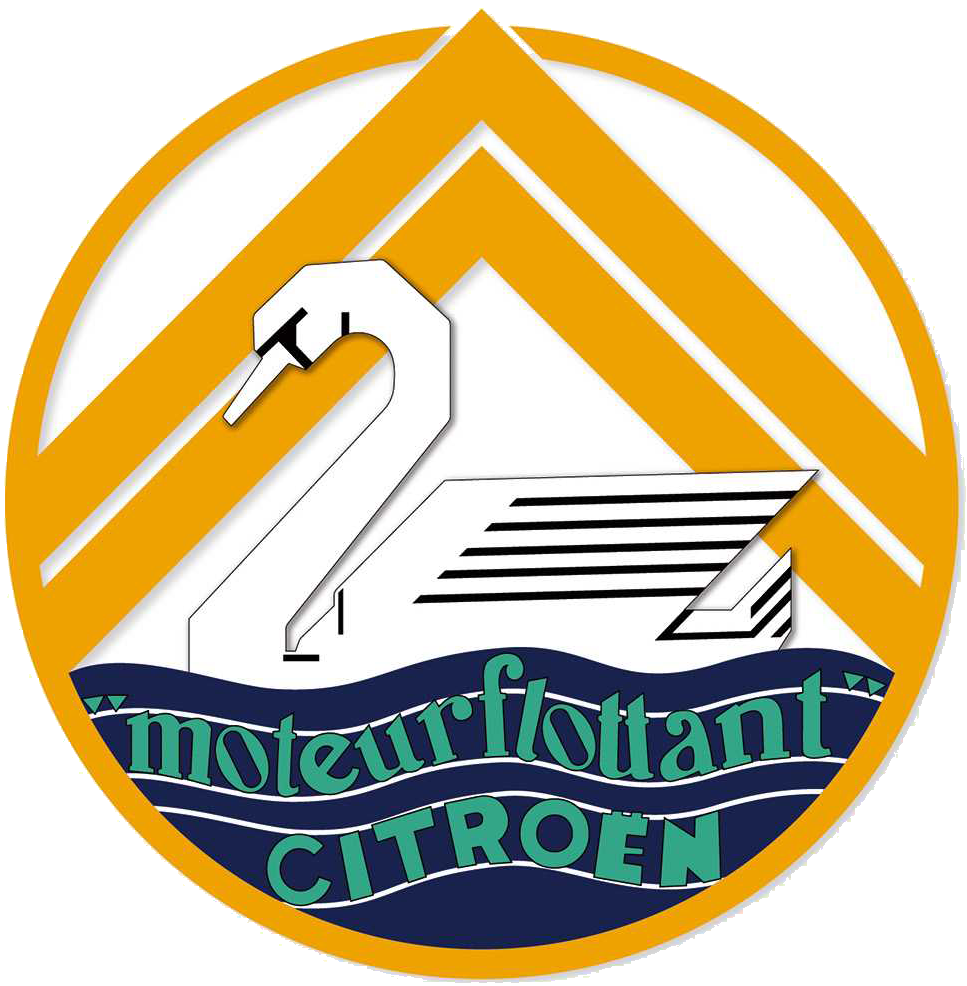
1932 – 1936
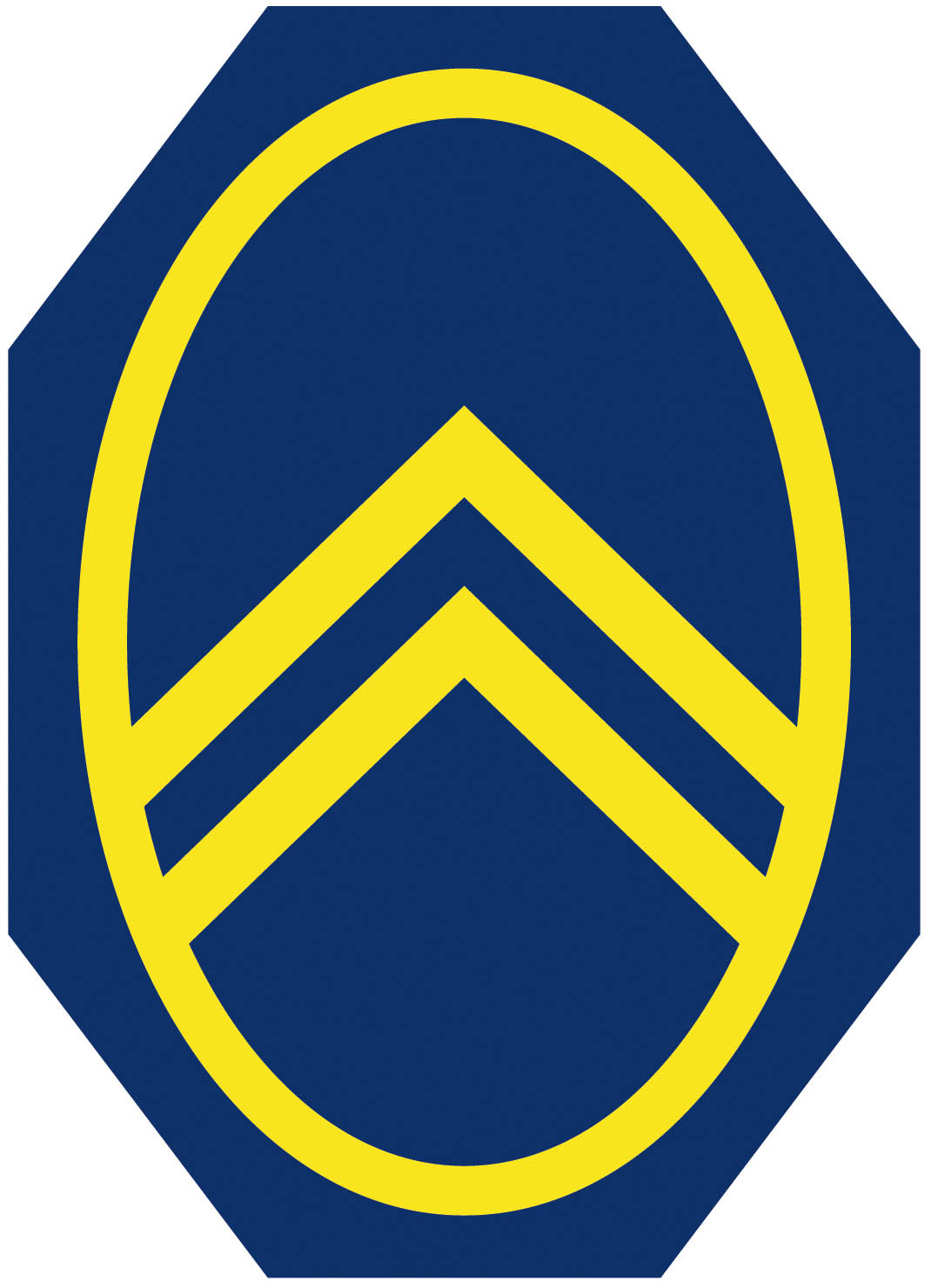
1921 – 1959
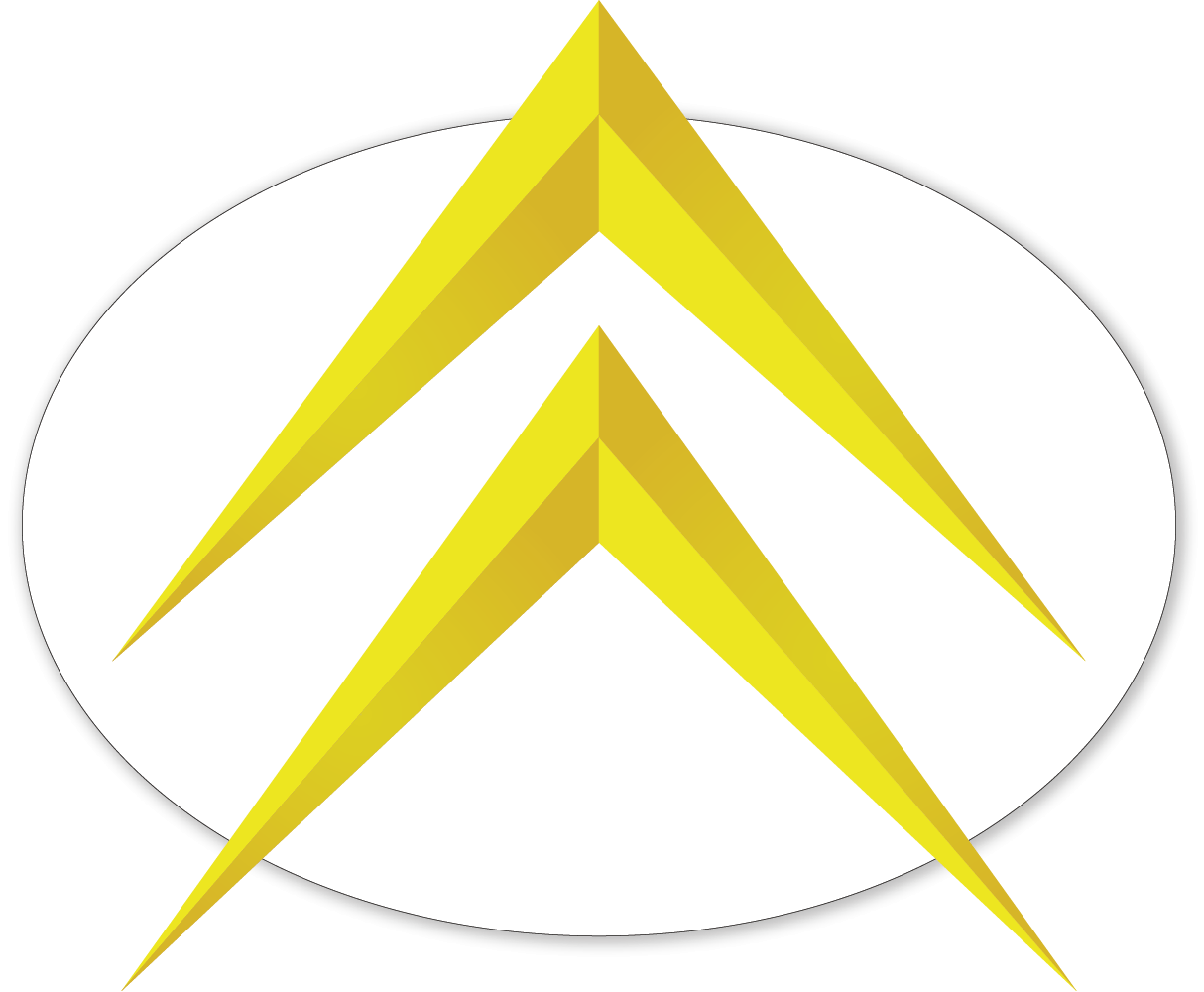
1959 – 1966
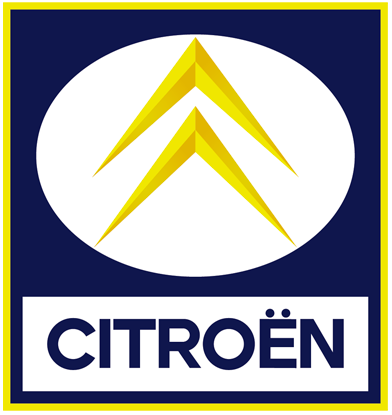
1966 – 1985
1985 - 2009, Introdotto in occasione del lancio della Citroën BX Sport[5]
2009 - 2016
2016 - 2021
2021 - 2022
Dal 2022